# Episodi di C'era una volta (terza stagione)
La terza stagione della serie televisiva C'era una volta, composta da 22 episodi, è stata trasmessa negli Stati Uniti per la prima volta dall'emittente ABC dal 29 settembre 2013 all'11 maggio 2014.
In Italia, la stagione è andata in onda sul canale satellitare Fox dal 25 marzo al 29 luglio 2014. In chiaro va in onda dal 23 ottobre 2014 su Rai 4.
La stagione è nettamente divisa in due parti: la prima parte, composta dai primi 11 episodi e trasmessa dal 29 settembre al 15 dicembre 2013, mentre la seconda parte, composta dai restanti 11 episodi è trasmessa dal 9 marzo al 15 maggio 2014. Michael Raymond-James farà parte del cast principale per la terza stagione.
Gli antagonisti principali di questa stagione sono: Malcolm / Peter Pan nella prima parte, e Zelena la Perfida Strega dell'Ovest, nella seconda.
| nº            | Titolo originale                 | Titolo italiano            | Prima TV USA      | Prima TV Italia |
| Prima parte   | Prima parte                      | Prima parte                | Prima parte       | Prima parte     |
| ------------- | -------------------------------- | -------------------------- | ----------------- | --------------- |
| 1             | The Heart of the Truest Believer | Il cuore del vero credente | 29 settembre 2013 | 25 marzo 2014   |
| 2             | Lost Girl                        | Ragazza sperduta           | 6 ottobre 2013    | 1 aprile 2014   |
| 3             | Quite a Common Fairy             | Una fata piuttosto comune  | 13 ottobre 2013   | 8 aprile 2014   |
| 4             | Nasty Habits                     | Cattive abitudini          | 20 ottobre 2013   | 15 aprile 2014  |
| 5             | Good Form                        | La forma corretta          | 27 ottobre 2013   | 22 aprile 2014  |
| 6             | Ariel                            | Ariel                      | 3 novembre 2013   | 29 aprile 2014  |
| 7             | Dark Hollow                      | Alla ricerca dell'ombra    | 10 novembre 2013  | 6 maggio 2014   |
| 8             | Think Lovely Thoughts            | Fai pensieri felici        | 17 novembre 2013  | 13 maggio 2014  |
| 9             | Save Henry                       | Salviamo Henry             | 1 dicembre 2013   | 20 maggio 2014  |
| 10            | The New Neverland                | La nuova isola che non c'è | 8 dicembre 2013   | 27 maggio 2014  |
| 11            | Going Home                       | Si torna a casa            | 15 dicembre 2013  | 3 giugno 2014   |
| Seconda parte |                                  |                            |                   |                 |
| 1             | New York City Serenade           | Segui il tuo istinto       | 9 marzo 2014      | 10 giugno 2014  |
| 2             | Witch Hunt                       | Caccia alla strega         | 16 marzo 2014     | 17 giugno 2014  |
| 3             | The Tower                        | La torre                   | 23 marzo 2014     | 24 giugno 2014  |
| 4             | Quiet Minds                      | Menti silenziose           | 30 marzo 2014     | 1 luglio 2014   |
| 5             | It's Not Easy Being Green        | Essere verdi non è facile  | 6 aprile 2014     | 8 luglio 2014   |
| 6             | The Jolly Roger                  | La Jolly Roger             | 13 aprile 2014    | 15 luglio 2014  |
| 7             | Bleeding Through                 | Passato e presente         | 20 aprile 2014    | 15 luglio 2014  |
| 8             | A Curious Thing                  | Una cosa curiosa           | 27 aprile 2014    | 22 luglio 2014  |
| 9             | Kansas                           | Kansas                     | 4 maggio 2014     | 22 luglio 2014  |
| 10            | Snow Drifts                      | Il corso degli eventi      | 11 maggio 2014    | 29 luglio 2014  |
| 11            | There's No Place Like Home       | Nessun posto è come casa   | 11 maggio 2014    | 29 luglio 2014  |

## Il cuore del vero credente
- Titolo originale: The Heart of the Truest Believer
- Diretto da: Ralph Hemecker
- Scritto da: Edward Kitsis e Adam Horowitz
- Antefatti riguardanti: Emma Swan

### Trama
Stati Uniti, passato. Alle 8:15 del mattino, Emma partorisce il piccolo Henry, ma considerata la sua situazione non se la sente di fargli da madre, e, per quanto dispiaciuta, lo dà in adozione per concedergli un’occasione migliore.
Isola che non c’è, presente. Emma, Mary Margaret, David, Regina, Gold e Uncino si dirigono, con la Jolly Roger, all’Isola che non c’è per salvare Henry. Gold è deciso a ritrovare il nipote da solo, così, dopo aver ripreso i panni di Tremotino ed avvertito gli altri di avere fede per superare gli ostacoli dell’isola, lascia il gruppo. Nel frattempo, Greg e Tamara conducono Henry presso la “sede centrale” per cui pensano di lavorare, che è in realtà formata dai Bimbi Sperduti, capeggiati dal più anziano, Felix, il quale rivela che il piano non è mai stato distruggere la magia, ma far sì che Henry giungesse sull’isola. Capendo di essere stati ingannati, Greg e Tamara si oppongono ai ragazzini, ma arriva l’Ombra che strappa brutalmente l’ombra di Greg uccidendolo, mentre Tamara viene ferita da una freccia ed Henry si dà alla fuga. Mentre scappa, Henry incontra un ex Bimbo Sperduto ribellatosi a Peter Pan, che vuole aiutarlo ed insieme si avviano verso le Caverne dell’Eco per cercare rifugio. Intanto, al largo dell’isola, la Jolly Roger viene assalita dalle Sirene, che Regina riesce a disperdere mentre Emma e Mary Margaret ne catturano una. La sirena, però, invoca una minacciosa tempesta, così Regina la tramuta in legno per farla cessare, ottenendo invece il peggiorare della tormenta. Tra Mary Margaret e Regina scoppia una furiosa lite, e lo stesso tra David e Uncino, così Emma arriva alla conclusione che la bufera sia alimentata dalle discordie all’interno del gruppo, perciò si getta in acqua per attirare l’attenzione degli altri e farli smettere di litigare, ed è solo quando tutti collaborano per salvarla che la tempesta si dissolve. Gold intanto trova Tamara morente, le chiede che fine ha fatto Henry e poi le sbriciola il cuore per vendicare la scomparsa di Neal. Continuando la ricerca di Henry, Gold si imbatte in Felix, che gli porge i saluti di Peter Pan con l'avvertimento di non provare ad ostacolarlo. Felix gli consegna anche un pupazzo di paglia, alla cui vista, gli occhi di Gold si riempiono di lacrime. Emma, Mary Margaret, David, Regina e Uncino raggiungono finalmente la terra ferma, la Salvatrice si nomina leader ed esorta i compagni ad aver fiducia gli uni negli altri, perché è l’unico modo di vincere le insidie dell’isola e di salvare Henry. Arrivati ad un vicolo cieco, Henry utilizza la Polvere Magica del nuovo amico per volare, il ragazzo però si rivela per chi è realmente: Peter Pan in persona, che ha orchestrato il tutto per mettere Henry alla prova ed essere sicuro che sia lui il predestinato dotato del cuore del Vero Credente. Avutane la certezza, Pan fa imprigionare Henry.
Foresta Incantata, presente. Neal si risveglia assistito da Aurora, Mulan e Filippo, e decide di incamminarsi per cercare un qualche oggetto magico con cui poter reperire Emma nel castello di suo padre, adesso occupato da Robin Hood. Il ladro, per onorare il passato debito con Tremotino, permette a Neal, accompagnato da Mulan, di rovistare in giro, finché non trova una sfera incantata che gli mostra Emma sull’Isola che non c’è.
- Guest star: Jamie Chung (Mulan), Sarah Bolger (principessa Aurora), Julian Morris (principe Filippo), Ethan Embry (Owen Flynn/Greg Mendell), Sonequa Martin-Green (Tamara), Parker Croft (Felix), Robbie Kay (Peter Pan), Sean Maguire (Robin Hood)
- Ascolti USA: telespettatori 8 520 000 – share 18-49 anni 7%[3]

## Ragazza sperduta
- Titolo originale: Lost Girl
- Diretto da: Ron Underwood
- Scritto da: Andrew Chambliss e Kalinda Vazquez
- Antefatti riguardanti: Biancaneve e il Principe Azzurro

### Trama
Foresta Incantata, passato. Biancaneve e James progettano di riconquistare il regno, ormai dominato dalla Regina Cattiva. Quest’ultima, però, dà un ultimatum alla principessa: rinunciare al trono ed eleggerla legittima sovrana, o lei ucciderà i suoi cari. Biancaneve, non essendo sicura di poter sconfiggere la Regina Cattiva, in un primo momento pare volersi arrendere, ma il Principe Azzurro, per spronarla a credere in sé stessa, chiede aiuto a Tremotino. James porta Biancaneve di fronte ad una potente spada, chiamata Excalibur, che può essere estratta dalla roccia in cui è conficcata soltanto da un vero regnante. Biancaneve riesce ad estrarla, e credendo finalmente in se stessa, dichiara guerra alla Regina Cattiva, graffiandole il volto con la spada e giurandole di combattere fino alla morte per il suo popolo. Biancaneve incontra poi Tremotino per discutere del prezzo da pagare per aver indirizzato James sulla via di Excalibur, ma il Signore Oscuro ammette di non saperne nulla, infatti la spada non è che una copia dell’originale, conservata a Camelot. Era tutta una messinscena di James per far ritrovare il coraggio a Biancaneve e spronarla a contrastare Regina. La ragazza, grata al Principe Azzurro per averla aiutata, si assume le proprie responsabilità e si prepara alla battaglia.
Isola che non c’è, presente. Emma, Mary Margaret, David, Regina e Uncino passano la notte nella foresta, quando Peter Pan si presenta ad Emma per consegnarle una mappa bianca con cui poter ritrovare Henry che sarà leggibile solo quando la Salvatrice smetterà di rinnegare ciò che è. Emma tenta in tutti i modi di risolvere l’enigma, e Regina, per cercare di aggirare il problema, usa un Incantesimo di Localizzazione sulla pergamena, ma così facendo il gruppo viene attaccato dai Bimbi Sperduti. Dopo la ritirata dei ragazzini, Mary Margaret spinge la figlia a buttare fuori ciò che sente, ed Emma, percependo nei Bimbi Sperduti la sua stessa disperazione e sofferenza per non aver avuto una famiglia, realizza di essere a sua volta un’orfana e una bambina sperduta. Finalmente la mappa diviene chiara e gli eroi si inoltrano nella Giungla Oscura per raggiungere l’accampamento di Peter Pan. David si accorge di essere rimasto ferito da una freccia dei Bimbi Sperduti e si rende conto che la ferita è molto strana, così ne parla di nascosto con Uncino che gli spiega che le frecce dei Bimbi Sperduti sono avvelenate con la Rubus Noctis, una pianta letale originaria dell'Isola con il cui veleno Uncino cercò di uccidere Gold a Manhattan. Intanto, Gold ha delle allucinazioni di Belle, perché è combattuto se salvare o meno il nipote vista la profezia della Veggente sulla sua rovina. Belle lo convince a scegliere la strada della rettitudine, così Gold prosegue alla ricerca di Henry, e si infila in tasca il pupazzo datogli da Felix, che rappresenta una parte dolorosa del suo passato relativa al padre che lo abbandonò.
- Guest star: Lee Arenberg (Leroy/Brontolo), Robbie Kay (Peter Pan), Giancarlo Esposito (Sidney Glass/Specchio Magico).
- Ascolti USA: telespettatori 8 000 000 – share 18-49 anni 7%[4]

## Una fata piuttosto comune
- Titolo originale: Quite a Common Fairy
- Diretto da: Alex Zakrzewski
- Scritto da: Jane Espenson
- Antefatti riguardanti: Regina e Trilli

### Trama
Foresta Incantata, passato. Regina è stanca della sua noiosa esistenza accanto al Re Leopold, e comincia a trascurare anche le lezioni di magia di Tremotino. Una sera, la balaustra della sua camera sulla quale è poggiata, tutt’a un tratto cede, e Regina rischia di morire cadendo nel vuoto, ma viene salvata una fatina, Verdolina, detta Trilli. Le due sembrano subito in sintonia e Regina si apre con Trilli circa le sue insoddisfazioni, così la fata decide di aiutarla a trovare il Vero Amore, ma la Fata Turchina, sua supervisore, le intima di fare un passo indietro dal momento che Regina è figlia della strega Cora e studentessa di Tremotino. Trilli, però, è del parere che a Regina serva un’occasione per essere migliore, così disobbedisce e ruba della Polvere Magica per rintracciare il Vero Amore della donna. La Polvere le guida fino ad una locanda in cui indica loro una persona: un uomo con un tatuaggio di leone sul braccio. Regina non ha il coraggio di entrare, e ritorna alla sua vecchia vita al castello. Quando Trilli le chiede chiarimenti, Regina mente, dicendo che quello non era il suo Vero Amore e che Trilli è una fata incapace. Delusa, Trilli vola via, ma la Fata Turchina, altrettanto indignata dal suo comportamento, le toglie le ali e la magia, rendendola una semplice umana come punizione per aver tradito la sua fiducia.
Isola che non c’è, presente. Il gruppo scopre che la mappa di Peter Pan si prende gioco di loro, cambiando continuamente il punto esatto dell’accampamento del ragazzo-demone. Così Uncino suggerisce di rivolgersi a Trilli, vecchia alleata di Pan e sua conoscenza. Regina sa bene che, dopo i loro trascorsi, Trilli non accetterebbe mai di aiutarli, perciò rimane indietro mentre gli altri procedono verso casa sua, ma Trilli riesce a scovare Regina e a stordirla con dei papaveri. Le due hanno modo di parlare e Regina porge alla ex fata il suo cuore perché la uccida, ma Trilli non vuole abbassarsi ai suoi livelli, e glielo restituisce, così Regina ammette finalmente di non aver avuto il coraggio di incontrare il suo Vero Amore e si scusa con lei. Rincontrati Emma, Mary Margaret, David e Uncino, Trilli acconsente a collaborare con loro, in cambio di un posto in cui vivere a Storybrooke. Nel frattempo, David tiene nascosta a tutti la ferita, che si sta progressivamente espandendo, ed Uncino lo incoraggia a dire la verità alla moglie e alla figlia prima che sia troppo tardi. Intanto, Peter Pan illustra a Henry il disegno che lo ritrae, fatto prima della sua nascita, e gli racconta che il suo ruolo di Vero Credente è quello di riportare la speranza nella magia in tutti i mondi, poiché discende sia dalla luce di Biancaneve e del Principe Azzurro, sia dall’oscurità di Tremotino.
Foresta Incantata, presente. Nel palazzo in decadenza del Signore Oscuro, Neal, Mulan e Robin Hood stanno frugando per trovare un portale che trasporti Neal sull’Isola che non c’è, ma l'unica opzione sembra dover usare il figlioletto di Robin, Roland, come esca per l’Ombra. Nonostante l'iniziale ritrosia, Robin accetta e fortunatamente il piano va benissimo, Roland ne esce illeso, mentre Neal si attacca all’Ombra per arrivare sull’isola. Robin Hood offre a Mulan di aggregarsi alla sua “Allegra Brigata”, ma la ragazza, ispirata dalla storia di Neal, decide prima di dichiarare il proprio amore nascosto ad una persona: Aurora. Purtroppo, prima che lei possa parlare la principessa le annuncia di aspettare un bambino da Filippo, così Mulan si limita a congratularsi e dirle addio con il cuore spezzato, per poi accettare la proposta di Robin Hood. Mulan e Robin si stringono la mano, e si può ben notare che Robin ha sul braccio il leone tatuato: è dunque lui il Vero Amore di Regina.
- Guest star: Jamie Chung (Mulan), Sarah Bolger (principessa Aurora), Rose McIver (Trilli), Keegan Connor Tracy (Madre Superiora/Fata Turchina), Sean Maguire (Robin Hood), Robbie Kay (Peter Pan), Parker Croft (Felix).
- Ascolti USA: telespettatori 7 530 000 – share 18-49 anni 6%[5]

## Cattive abitudini
- Titolo originale: Nasty Habits
- Diretto da: David Boyd
- Scritto da: David H. Goodman e Robert Hull
- Antefatti riguardanti: Tremotino, Bealfire e Peter Pan/il Pifferaio Magico

### Trama
Foresta Incantata, passato. Baelfire è chiuso in casa da Tremotino per proteggerlo dai suoi nemici, ma un giorno il ragazzo sparisce improvvisamente, e le sue tracce portano il Signore Oscuro nel paesino di Hamelin. La popolazione gli spiega che, oltre a Baelfire, tantissimi altri ragazzini sono scappati di casa, richiamati da una melodia suonata dal flauto di un misterioso Pifferaio. Tremotino attende la notte, e segue diversi giovani in prossimità di un falò, dove si divertono ballando a ritmo della musica del Pifferaio Magico, che, tolto il cappuccio, si rivela essere Peter Pan, vecchia conoscenza di Tremotino. Pan dice che le note del suo flauto possono essere udite unicamente dai bambini che si sentono persi e non amati, e che intende attirarli sull’Isola che non c’è per reclutarli come “Bimbi Sperduti”. Peter Pan sfida il Signore Oscuro a domandare a Baelfire se preferisce andare sull’Isola o restare con il padre, ma Tremotino, per paura di essere abbandonato anche dal figlio, si smaterializza a casa col bambino. Baelfire, conscio di poter scegliere e deciso a vivere ancora con Tremotino se glielo avesse chiesto, dato quanto successo, inizia a non fidarsi più del padre.
Isola che non c’è, presente. Gli eroi studiano un piano per entrare nell’accampamento di Peter Pan, ma Trilli li informa che, se vogliono il suo aiuto, prima dovranno trovare una via d’uscita dall’isola: è Peter Pan, infatti, a decidere chi arriva e chi parte; il solo ad essere andato via contro il permesso di Pan, è stato Baelfire. Uncino fa strada agli altri per la caverna in cui abitava il piccolo Baelfire per cercare qualche informazione su come abbia lasciato l'Isola, e con l’ausilio di un cocco bucato e di un fiammifero, Emma scopre una mappa stellare fatta da Baelfire e basata sugli insegnamenti da pirata di Uncino. Purtroppo, il codice segreto della cartina può essere decifrato solo da Neal. Proprio in quel momento Neal atterra sull’Isola che non c’è, e fuggendo da Felix incontra Gold. Padre e figlio, riabbracciatisi, pensano ad un piano per mettere fuori gioco Peter Pan, così richiamano un calamaro gigante e ne estirpano del nero di seppia per paralizzarlo. All’accampamento di Pan, Gold fa addormentare tutti con un incantesimo, compreso Henry, e con una mossa astuta di Neal, Peter Pan viene immobilizzato, ma insinua in Neal il dubbio sull’onestà del padre. Recuperato Henry, ancora addormentato, Neal pretende da Gold delle spiegazioni, e l’uomo gli svela della profezia della Veggente, secondo la quale Henry sarà la sua rovina. Tremotino giura al figlio di essere cambiato e di voler fare la cosa giusta, cioè salvare il nipote a qualsiasi costo, ma Neal non si fida del padre, e immobilizza anche lui con l’inchiostro per allontanarsi con Henry. Indifeso senza la magia di Gold, Neal viene facilmente catturato da Peter Pan. Henry si risveglia all’accampamento, dicendo a Pan di aver sognato suo padre, ma, persa l’aspettativa di essere salvato dalla famiglia, Henry sente la melodia del flauto di Peter Pan, e si unisce alla danza dei Bimbi Sperduti. 
- Guest star: Robbie Kay (Peter Pan/il Pifferaio Magico), Rose McIver (Trilli), Parker Croft (Felix), Dylan Schmid (giovane Bealfire).
- Ascolti USA: telespettatori 7 050 000 – share 18-49 anni 5%[6]

## La forma corretta
- Titolo originale: Good Form
- Diretto da: Jon Amiel
- Scritto da: Christine Boylan e Daniel T. Thomsen
- Antefatti riguardanti: Killian e Liam Jones

### Trama
Isola che non c’è, passato. La nave Gioiello del Reame, capitanata da Liam Jones, fratello maggiore del tenente Killian Jones, attracca sull’Isola che non c'è, su ordine del loro Re per esportare una singolare pianta con funzioni medicinali, la Rubus Noctis, che cresce solo sull'Isola. Sulla riva, i fratelli incappano in Peter Pan, che dice ai due che la Rubus Noctis è in realtà un velenosissimo arboscello, Liam non si lascia convincere, mentre Killian comincia a mettere in dubbio la sincerità del re, temendo che voglia avere la pianta per usarla come arma in guerra. Per dimostrare a Killian di potersi fidare del loro Re, Liam si ferisce volontariamente il braccio con la Rubus Noctis e subito si sente male. Pan si ripresenta e consiglia ad un disperato Killian di spingersi al Picco del Morto per recuperare l’acqua incantata che dà vitalità all’isola e farla bere al fratello per guarirlo, ma lo avverte del prezzo che comporta la magia senza specificare quale sia. Liam si riprende, e i due fratelli partono con la nave, equipaggiata con una vela composta dalle piume del cavallo alato Pegaso, grazie alla quale è in grado di volare. Tuttavia, una volta usciti dall’Isola che non c’è, Liam si sente male e muore fra le braccia di Killian, infatti l’acqua magica può curare le vittime della Rubus Noctis, ma, essendo legata alla magia dell'Isola, ha effetto solo finché si resta sull'isola. Disperato, Killian si ribella al re per aver causato la morte di Liam, e diventa un pirata, libero dalle regole di qualsiasi sovrano, e dopo aver arso la vela di Pegaso, ribattezza la “Gioiello del Reame” in “Jolly Roger”.
Isola che non c’è, presente. Uncino trova lo stemma militare di Liam, perduto tanto tempo prima, e ritiene che sulla cima del Picco del Morto potrebbe ancora esserci il suo sestante, che potrà aiutarli a decodificare la mappa di Neal. Uncino, dopo aver cercato per l'ennesima volta di convincere David a parlare della sua situazione con la moglie e la figlia, lo invita ad unirsi alla scalata con lui. Il Principe Azzurro, non volendo che la sua precaria condizione li distragga dal salvataggio di Henry e pronto a morire per aiutare la sua famiglia, accetta di aiutare il pirata. Nel frattempo, Emma, Mary Margaret e Regina rapiscono Devin, un Bimbo Sperduto, per far recapitare un messaggio ad Henry, ma la riluttanza del ragazzo spinge Regina a strappargli il cuore per controllarlo. Devin comunica quindi ad Henry che la sua famiglia è sull’isola, e che verrà a salvarlo. Intanto, Peter Pan alletta Uncino con l’offerta di permettergli di abbandonare l’Isola che non c’è insieme ad Emma, della quale si è infatuato, ma David ascolta i due ed affronta il pirata ma indebolito dal veleno si accascia al suolo. Uncino allora gli rivela di averlo scortato sul Picco del Morto non per recuperare il sestante, ma per fargli bere l’acqua miracolosa dell'Isola che gli permetterà di guarire, ma lo avvisa anche che una volta bevuta non potrà mai più lasciare l'Isola o morirà. David decide ugualmente di bere l'acqua magica per poter dare il massimo nella ricerca di Henry, costi quel che costi. David e Uncino ritornano dalle tre donne, e il primo ringrazia pubblicamente Killian per averlo salvato da morte incombente, tralasciando i particolari. Emma, colpita da Uncino, lo bacia appassionatamente. Peter Pan, poco dopo avvicina di nuovo Uncino riferendogli che Neal è ancora vivo e prigioniero sull’isola, e lo sfida a decidere se tenere l'informazione per sè o se dirlo ad Emma. Il pirata è combattuto, da una parte preoccupato che la presenza di Neal possa ostacolare il nascente rapporto con Emma, ma al tempo stesso preso dai sensi di colpa e volenteroso di fare la cosa giusta. I Bimbi Sperduti appendono la gabbia di Neal su di un albero, al fianco di un altro prigioniero.
- Guest star: Robbie Kay (Peter Pan), Parker Croft (Felix), Skyler Gisondo (Devin), Bernard Curry (Liam Jones).
- Ascolti USA: telespettatori 7 230 000 – share 18-49 anni 6%[7]

## Ariel
- Titolo originale: Ariel
- Diretto da: Ciaran Donnelly
- Scritto da: Edward Kitsis e Adam Horowitz
- Antefatti riguardanti: Biancaneve, Ariel e la Regina Cattiva

### Trama
Foresta Incantata, passato. Per sfuggire dagli sgherri della Regina Cattiva, Biancaneve si butta in mare da un’alta scogliera, e viene riportata in superficie da Ariel, una curiosa e dolce sirena. Per ricambiare il favore, Biancaneve decide di darle una mano ad esprimere il suo amore per il Principe Eric, che Ariel salvò da un naufragio tempo prima. Beneficiando del dono della leggendaria Dea del Mare, Ursula, la quale le consente di avere delle gambe con cui camminare sulla terraferma per 12 ore, Ariel si reca, con Biancaneve, al palazzo di Eric durante una cerimonia. Eric si ricorda immediatamente di lei, anche se non in forma di sirena, e i due ballano insieme chiacchierando tutta la sera. Eric informa Ariel di essere in partenza per un lungo viaggio intorno al mondo e la invita a partire con lui. Desiderosa di partire con il Principe, Ariel prega Ursula di aiutarla e, incredibilmente, la Strega del Mare risponde alle richieste di Ariel donandole un braccialetto che permetterà a lei di mantenere le sue gambe ma trasformerà in sirena un'altra persona. In realtà, però, Ursula non è che Regina, spacciatasi per la divinità per catturare Biancaneve. La Regina Cattiva dice infatti l'ingenua Ariel a far indossare a Biancaneve il braccialetto così da agevolare entrambe: Biancaneve, con la coda da sirena, potrà scappare lontano da Regina, ed Ariel con le gambe potrà stare con Eric. Indossando il bracciale Biancaneve diventa una sirena, ma non è nelle forze di difendersi dalla Regina Cattiva, che è pronta ad ucciderla, ma viene ferita da Ariel, che toglie l’oggetto dal polso dell’amica, e fugge con lei. Spinta da Biancaneve a seguire Eric e dirgli la verità, Ariel sta per mostrarsi al principe in tutta la sua natura di sirena, ma Regina le toglie la voce per impedirle di farsi avanti, così la povera Ariel non può far altro che guardare Eric partire senza di lei. Tornata al suo castello Regina viene aspramente rimproverata dalla vera Ursula attraverso uno specchio per aver osato farsi passare per lei, e l’ammonisce di non provarci mai più, altrimenti ne pagherà le conseguenze.
Isola che non c’è, presente. Regina istruisce Emma su come esercitare la sua magia, e nel frattempo, Uncino riporta a Mary Margaret e a David la probabilità che Neal, in base alle parole di Peter Pan, potrebbe essere vivo. I tre decidono inizialmente di verificare l'informazione prima di dirlo ad Emma per non darle false speranze, ma Mary Margaret, incapace di nascondere la cosa alla figlia, racconta tutta la verità. Il gruppo decide di andare alla ricerca di Neal, ma Regina, contraria a perdere tempo dietro una probabile farsa di Pan, si divide dal gruppo per continuare le ricerche del figlio da sola. Procedendo nella foresta Regina incontra Gold, perso dietro le continue apparizioni di Belle e riesce appena in tempo a farlo tornare in sè facendogli capire che non sono altro che giochetti dell’Ombra. Intanto, Emma, Mary Margaret, David e Uncino sopraggiungono alle Caverne dell’Eco, dove è imprigionato Neal, e Uncino spiega loro che l'unico modo per liberarlo è che ognuno di loro confessi il proprio segreto più oscuro: Uncino confessa il suo crescente innamoramento per Emma; Mary Margaret di voler avere un altro figlio per godersi la maternità che le è stata negata con Emma; David di non poter lasciare l’isola a causa del Rubus Noctis; e infine, Emma di aver confidato nell’effettiva morte di Neal per non dover soffrire più. Malgrado Neal sia salvo, le rivelazioni portano ad una serie di dissapori all’interno del gruppo. Regina e Gold si alleano per sconfiggere Peter Pan, e Gold le spiega che nel suo banco dei pegni a Storybrooke è conservato un oggetto che sarebbe molto utile alla causa, ma non sa come recuperarlo. Regina allora recupera una conchiglia e chiama Ariel per farsi aiutare, dato che le Sirene hanno il potere di potersi spostare tra i mondi, ridandole la voce e promettendole in cambio di fargli ritrovare Eric a Storybrooke, Ariel accetta di aiutarli.
- Guest star: Robbie Kay (Peter Pan), Parker Croft (Felix), Joanna García (Ariel), Gil McKinney (principe Eric), Yvette Nicole Brown (Ursula/Strega del Mare).
- Ascolti USA: telespettatori 7 550 000 – share 18-49 anni 6%[8]

## Alla ricerca dell'ombra
- Titolo originale: Dark Hollow
- Diretto da: Guy Ferland
- Scritto da: Kalinda Vazquez e Andrew Chambliss
- Eventi riguardanti: Belle e Ariel

### Trama
Storybrooke, 5 giorni prima. Gli eroi sono da poco salpati per l’Isola che non c’è, e Belle lancia l’Incantesimo di Protezione di Gold per nascondere la città da ulteriori membri dell’organizzazione di Peter Pan. Appena prima che lo scudo si abbassi su Storybrooke una vettura dal Minnesota, con al volante due uomini, riesce ad oltrepassare il confine.
Sono passati 4 giorni, e Belle sente più che mai la mancanza di Gold. Intanto, Ariel, mandata da Regina e Gold dall’Isola che non c’è, mette piede sulle spiagge di Storybrooke, e, grazie al bracciale magico di Regina le affiorano le gambe per 24 ore, il tempo massimo per completare la sua missione: recuperare dal negozio di Gold un meccanismo per battere Peter Pan. Ariel consegna a Belle un messaggio spedito da Gold, che le enuncia che la forza del loro amore potrà aiutare la ragazza a trovare l’oggetto in questione. Belle capisce che si riferisce alla loro tazzina sbeccata, e infatti l'oggetto mostra una botola segreta, in cui è nascosto il Vaso di Pandora, ovvero uno scrigno che può contenere perfino il male peggiore. Purtroppo, Belle e Ariel vengono sopraffatte dai due uomini arrivati a Storybrooke, che, dopo averle legate e rubato il vasetto, stanno per distruggerlo con un piccone dei Nani nelle miniere. Belle e Ariel riescono a liberarsi e a fermare i due intrusi che svelano di chiamarsi John e Michael Darling, fratelli della vecchia amica di Baelfire Wendy, rapita da Pan sull’Isola che non c’è da oltre un secolo, e costretti ad eseguire i suoi ordini i suoi ordini per tenere in vita loro stessi e la sorellina. Belle li convince ad avere fede che gli eroi sconfiggeranno Peter Pan e salveranno anche Wendy, i due consegnano loro il Vaso di Pandora e Ariel può finalmente fare ritorno sull’isola per consegnarlo a Gold.
Isola che non c’è, presente. Neal racconta al gruppo che, tantissimo tempo prima, riuscì a lasciare l’isola imprigionando l’Ombra nella noce di cocco divisa a metà che mostra la sua mappa stellare. Allora, mentre Emma, Uncino e Neal si mettono in marcia per la Gola Oscura dove risiedono le ombre condannate alla disperazione da Pan per trovare l'Ombra, Mary Margaret e David si recano da Trilli per informarla di aver trovato il modo di andar via. In entrambi i gruppi però c'è un’aria molto tesa: Emma è colpita da Uncino che ha deciso di dire la verità su Neal nonostante tutto ed è in imbarazzo con Neal, Uncino e Neal litigano per fare colpo su Emma, e Mary Margaret ce l’ha ancora con David per non averle detto del veleno. I coniugi si riappacificano, nel mentre il trio, giunto nella valle tenebrosa, viene attaccato dalle ombre del posto, tra cui l'Ombra stessa. Uncino e Neal stanno per essere uccisi, ed Emma, in mancanza di un accendino con cui accendere la candela nel cocco, usa la sua magia per accenderla e riesce a catturare l’Ombra. Usciti sani e salvi dalla Gola Oscura, Emma chiarisce poi ad Uncino e Neal che per il momento ha a cuore soltanto l’incolumità di Henry. Intanto Ariel consegna a Regina e Gold lo scrigno incantato, e viene premiata con la possibilità di camminare sulla terra senza restrizioni e con la posizione di Eric a Storybrooke. All’accampamento Henry sta perdendo fiducia in Peter Pan perché intuisce che questi gli stia nascondendo qualcosa, così Pan escogita una montatura con Wendy per fargli credere che la ragazza stia morendo assieme alla magia e che Pan non sta facendo altro che cercare un modo per salvare entrambi. Henry crede a Peter Pan e, desideroso di comportarsi da eroe, si dice pronto ad aiutare Pan che lo convince a compiere il suo destino di Vero Credente.
- Guest star: Joanna García (Ariel), Robbie Kay (Peter Pan), Parker Croft (Felix), Rose McIver (Trilli), Lee Arenberg (Leory/Brontolo), Keegan Connor Tracy (Madre Superiora/Fata Turchina), Beverley Elliott (vedova "Granny" Lucas/Nonna), Raphael Sbarge (Dr. Archie Hopper/Grillo parlante), Freya Tingley (Wendy Darling), James Immekus (Michael Darling), Matt Kane (John Darling).
- Ascolti USA: telespettatori 6 710 000 – share 18-49 anni 5%[9]

## Fai pensieri felici
- Titolo originale: Think Lovely Thoughts
- Diretto da: David Solomon
- Scritto da: David H. Goodman e Robert Hull
- Episodio dedicato a: Tremotino e Malcolm/Peter Pan

### Trama
Foresta Incantata, passato. Il piccolo Tremotino è un bambino dolce e altruista, figlio di un uomo chiamato Malcolm, un imbroglione e un codardo, amante dei giochi d’azzardo. Malcolm dice al figlio che deve assentarsi dal paese per cercare un nuovo lavoro altrove e lascia Tremotino da due filatrici che lo accudiscono. Le due donne insegnano a Tremotino come filare la lana, ma, notando la sua tristezza, gli donano un fagiolo magico per lasciare il reame con il padre, il cui nome lì è infangato, e gettarsi alle spalle il passato. Entusiasta, Malcolm, che in realtà non è mai andato via dalla città, ma che ha continuato a darsi al gioco, decide di proiettarsi con Tremotino in un luogo che era solito sognare quando era un ragazzino: l’Isola che non c’è. Tremotino e Malcolm arrivano così sull’Isola, dove l’impossibile è possibile se si crede davvero. Malcolm, però, si accorge di non poter volare e, così si arrampica su un albero magico per prendere un po' di Polvere Magica. In cima viene avvicinato dall’Ombra, l’unico abitante dell’Isola che non c’è, gli dice che tale potere è precluso agli adulti, per cui, se vuole godersi l'isola, dovrà rinnegare ciò che lo rende un adulto: suo figlio. L'uomo, quasi senza esitazione, fa portare via Tremotino dall’Ombra, che lo riconduce alla Foresta Incantata. In questo modo, Malcolm si trasforma di nuovo in un ragazzino, e prende il nome di Peter Pan, nome del pupazzetto di paglia di Tremotino. L’Ombra porta poi Peter Pan sullo Scoglio del Teschio, in cui è conservata una clessidra che indica il tempo che resta all’isola prima che la sua magia si esaurisca: infatti, l’Isola che non c’è sarebbe dovuta essere accessibile solo ai bambini tramite i sogni, ma Peter Pan ne ha irrimediabilmente infranto le regole scegliendo di restare lì per sempre e questo causerà l'esaurimento della magia dell'Isola. Nel momento in cui l’ultimo granello di sabbia della clessidra scenderà, l’isola cesserà di esistere, e con essa anche Peter Pan.
Isola che non c’è, presente. Emma, Mary Margaret, David, Uncino, Neal e Trilli si ritrovano con Regina e Gold per mettere in atto il piano di recupero di Henry, ma Neal spiega a tutti la profezia di Gold e crea nel gruppo sfiducia nei suoi riguardi. Arrivati all'accampamento Regina tramortisce i Bimbi Sperduti, ma di Henry non vi è traccia. Neal libera Wendy dalla gabbia, e la ragazza, dietro promessa di rivedere i suoi fratelli, svela loro che il piano di Peter Pan è manipolare Henry, sullo Scoglio del Teschio, per indurlo a consegnargli il suo cuore di Vero Credente, che è la chiave per salvare la magia dell'Isola e di Peter Pan e renderlo immortale. Il gruppo si separa: Uncino e Trilli sorvegliano i Bimbi Sperduti; Mary Margaret e David recuperano dal Picco del Morto dell’acqua magica da portare con loro in modo che David possa lasciare l'Isola, infatti Gold sostiene di poter creare un antidoto per curare David a Storybrooke; e intanto Emma, Regina, Gold e Neal si dirigono allo Scoglio del Teschio. Arrivati scoprono che Pan ha imposto un Incantesimo di Protezione che permette il passaggio solo a chi non ha l'ombra, quindi solamente Gold, che si era diviso da essa appena arrivato sull'Isola, può procedere. Gold e Peter Pan sono finalmente faccia a faccia ed si rinfacciano le loro colpe: Gold biasima il padre per averlo abbandonato e non averne mai provato il rimorso, al contrario di lui che si è subito pentito dopo aver abbandonato Baelfire; di tutta risposta, Pan gli ricorda che il suo nome deriva dal pupazzo che Tremotino aveva da bambino, provando che il padre non lo ha mai dimenticato. Gold è comunque determinato ad intrappolare Pan nel Vaso di Pandora, ma le tecniche strategiche di Peter lo battono sul tempo, ed è il ragazzo-demone a rinchiudere il figlio nello scrigno. Nel frattempo, Emma e Regina con i loro poteri oscurano momentaneamente la luna per illudere l’incantesimo e, insieme a Neal, corrono da Henry, che non ha assistito allo scontro tra Gold e Pan, e si sta apprestando a dare il suo cuore a Peter Pan per salvare la magia. Nonostante i tre lo mettano in guardia sulla malvagità di Pan, Henry, desideroso di essere anche lui un eroe, si strappa il cuore e lo consegna e Peter Pan, e subito si accascia a terra morente. Un’onda di fumo verde pervade l’Isola che non c’è, segno che la magia è salva e Peter Pan oramai immortale.
- Guest star: Robbie Kay (Peter Pan), Rose McIver (Trilli), Freya Tingley (Wendy Darling), Marilyn Manson (Ombra), Stephen Lord (Malcolm), Wyatt Oleff (giovane Tremotino).
- Ascolti USA: telespettatori 6 660 000 – share 18-49 anni 5%[10]

## Salviamo Henry
- Titolo originale: Save Henry
- Diretto da: Andy Goddard
- Scritto da: Christine Boylan e Daniel T. Thomsen
- Antefatti riguardanti: Regina Mills

### Trama
Foresta Incantata, passato. Negli ultimi istanti prima che il Sortilegio Oscuro si abbatta sulla Foresta Incantata, la Regina Cattiva, trionfante, visita Tremotino per esultare della sua vittoria, ma il Signore Oscuro le fa presente che la vera felicità è tutt’altra cosa, e che prima o poi, lei ritornerà da lui per riempire il vuoto che sa di avere dentro.
Storybrooke, passato. Regina è sempre più sola e scontenta della sua nuova vita, e, ripensando ad Owen Flynn, capisce che le manca un figlio da amare, così si rivolge a Gold per trovare in fretta un bambino da adottare. Grazie al suo prezioso aiuto, Regina ottiene l’affidamento di un maschietto, con la sola clausola di non poter mai conoscere l’identità dei genitori biologici. Regina lo chiama Henry, in onore del padre che ha sacrificato per lanciare il Sortilegio Oscuro. Dopo qualche giorno però l’irrequietezza di Henry fa nascere nella donna la preoccupazione che il bambino abbia ereditato una qualche malattia dai genitori biologici, perciò ordina a Sydney di indagare sui dati personali dei genitori. Regina apprende così che la madre di Henry è una ragazza di 18 anni, che fu trovata neonata poco distante da Storybrooke proprio il giorno dell’abbattimento del Sortilegio, tutti questi indizi le fanno temere che la ragazza sia la Salvatrice che spezzerà il Sortilegio Oscuro, inoltre il fatto che Henry si sia calmato improvvisamente da un lungo pianto non appena preso in braccio da Mary Margaret accresce i suoi sospetti. Regina quindi affronta Gold sull’argomento, ma l’uomo resta vago, così il sindaco decide di riportare Henry all’agenzia di adozioni di Boston per non mettere a rischio la sua vendetta. Tornata al centro però, l’affetto nato per Henry le fa cambiare idea, decide di tenerlo con sè e tornata con lui a Storybrooke, beve una pozione d’amnesia per dimenticare i suoi timori e le sue ansie e gustarsi il presente con il figlio. Intanto John e Michael Darling, che avevano finto di essere una coppia omosessuale interessata al bambino, restano delusi dalla notizia che Regina ha tenuto Henry, e quindi non possono consegnarlo a Peter Pan che tiene in ostaggio Wendy.
Isola che non c’è, presente. Gli eroi devono riportare a Henry il suo cuore, altrimenti morirà definitivamente. Regina lancia un Incantesimo di Conservazione su Henry per tenerlo vivo per più tempo possibile, e nel frattempo Emma convince i Bimbi Sperduti ad aiutarli, promettendo loro una casa e una famiglia a Storybrooke; tutti si fanno avanti, eccetto Felix, il solo devoto a Peter Pan. Mentre Uncino e i Bimbi Sperduti preparano la Jolly Roger, e David e Neal vigilano su Henry, Emma, Mary Margaret e Regina si dirigono all’Albero del Pensiero, nascondiglio di Peter Pan, nonché il luogo in cui quest’ultimo abbandonò Tremotino. Le tre vengono catturate e legate all’albero da delle liane che possono trattenere solo le persone con dei rimpianti, ma diversamente da Emma e Mary Margaret, Regina non ne ha, così riesce a liberarsi, strappa il cuore di Henry dal petto di Peter Pan e riprende il Vaso di Pandora contenente Gold. Saliti tutti sulla Jolly Roger e in procinto di partire Regina restituisce il cuore ad Henry che si risveglia e Gold viene liberato dallo scrigno. Proprio quando tutto sembra essere finito, Pan appare visino ad Henry e tenta di impadronirsi nuovamente del cuore del Vero Credente, ma l’intervento di Gold lo imprigiona nel Vaso di Pandora. La Jolly Roger può finalmente salpare per Storybrooke sfruttando l’Ombra come vela. Durante la navigazione Henry si avvicina a Felix, e con aria cupa, gli rivela di essere Peter Pan: infatti appena prima che Gold lo intrappolasse il ragazzo-demone ha scambiato la sua anima con quella di Henry, che è di conseguenza chiuso nel Vaso di Pandora nel corpo di Peter Pan.
- Guest star: Robbie Kay (Peter Pan), Parker Croft (Felix), Rose McIver (Trilli), Beverley Elliott (vedova "Granny" Lucas/Nonna), Raphael Sbarge (Dr. Archie Hopper/Grillo parlante), David Anders (Dottor Whale/Victor Frankenstein), Freya Tingley (Wendy Darling), James Immekus (Michael Darling), Matt Kane (John Darling), Julian D. Christopher (agente del servizio adozioni).
- Ascolti USA: telespettatori 6 640 000 – share 18-49 anni 5%[11]

## La nuova isola che non c'è
- Titolo originale: The New Neverland
- Diretto da: Ron Underwood
- Scritto da: Andrew Chambliss
- Antefatti riguardanti: Biancaneve e il Principe Azzurro

### Trama
Foresta Incantata, passato. Le minacce della Regina Cattiva agitano notevolmente Biancaneve, ma James convince la moglie a prendersi un po' di riposo partendo per la loro luna di miele al palazzo estivo dei genitori. Biancaneve ha però in mente di sconfiggere una volta per tutte la Regina Cattiva ricorrendo all’ultima delle Gorgoni, Medusa, che ha il potere di pietrificare chiunque la guardi negli occhi. Il Principe Azzurro affianca Biancaneve nella sua impresa, ma nel covo di Medusa, James viene impietrito dal mostro, e la Regina Cattiva sbeffeggia Biancaneve, apparendole riflessa in uno scudo. Questo fa invece venire a Biancaneve l'idea di usare il medesimo scudo per far specchiare Medusa, che in questo modo viene pietrificata dai suoi stessi occhi, e così James ritorna umano. Tornati al castello, Biancaneve ammette di essere tanto ossessionata da Regina perché vuole mettere su famiglia senza le costanti intimidazioni della matrigna, ma ha compreso di non poter vivere in eterno in questo modo, perciò decide di godersi la luna di miele con James, ed insieme cominciano a programmare la loro futura vita insieme.
Storybrooke, presente. La Jolly Roger giunge alla riva di Storybrooke dall’Isola che non c’è e gli eroi vengono accolti dagli altri cittadini: portare l'acqua magica dall'Isola ha permesso a David di tornare a Storybrooke; Belle può riabbracciare Gold che le presenta Bealfire; Wendy ritrova i suoi fratelli, John e Michael, con i quali ritorna in Inghilterra; i Bimbi Sperduti hanno un nuovo posto in cui abitare; Ariel si ricongiunge finalmente con Eric, che lavora come pescivendolo al porto della città. Inoltre qualche giorno dopo il loro ritorno, Gold regala a David l'elisir che lo cura completamente dal veleno della Rubus Noctis così lui e Mary Margaret possono finalmente pensare di allargare la famiglia. Le uniche per cui le cose devono ancora migliorare sono Regina, della quale ancora in pochi si fidano e quindi continua a sentirsi esclusa, e Trilli, che ancora non può riavere le sue ali dalla Madre Superiora (la Fata Turchina) in quanto non ha abbastanza fede in sé stessa. Uncino, intanto, per il bene di Henry, lascia campo libero a Neal per fargli costruire una famiglia con Emma e il ragazzino, mentre Emma nota che il figlio si comporta in modo strano, non avendo riconosciuto il suo libro “C'era una volta” e preferendo stare con Regina in villa Mills piuttosto che a casa con lei. Il bambino, che è in realtà Peter Pan, ha infatti un piano diabolico, che inizia con la liberazione dell’Ombra, la quale uccide la Madre Superiora. Neal vorrebbe ricominciare con Emma ed Henry, ma la donna è frenata, così David le fa capire di doversi godere i momenti felici della vita e affrontare quelli bui, e le dice di non avere timore di riavvicinarsi a Neal. Emma si lascia convincere a raggiungere Neal, anche se sembra gelosa di Uncino. Scoperto che l'ombra è scappata ed ha attaccato la Fata Turchina, la salvatrice suppone che Peter Pan stia agendo dal Vaso di Pandora, così Gold estrae lo scrigno dalla botola segreta per darlo ad Emma. Emma apre lo scrigno, per interrogare Pan, oltre il confine cittadino, così che il ragazzo sia sprovvisto della magia, ma, una volta uscito, Peter Pan dimostra ad Emma e agli altri di essere Henry nel corpo di Pan. Gli eroi si precipitano alla ricerca del vero Peter Pan, e, nel caveau di Regina, scoprono con orrore che Henry/Pan ha rubato la pergamena del Sortilegio Oscuro. Il perfido ragazzo s’incontra poi con Felix per svelargli il suo piano: scagliare per una seconda volta la maledizione per fermare il tempo e tramutare Storybrooke nella nuova Isola che non c’è.
- Guest star: Robbie Kay (Peter Pan), Parker Croft (Felix), Rose McIver (Trilli), Beverley Elliott (vedova "Granny" Lucas/Nonna), Lee Arenberg (Leroy/Brontolo), Keegan Connor Tracy (Madre Superiora/Fata Turchina), Joanna García Swisher (Ariel), Gil McKinney (pescatore/principe Eric), Freya Tingley (Wendy Darling), James Immekus (Michael Darling), Matt Kane(John Darling).
- Ascolti USA: telespettatori 6 940 000 – share 18-49 anni 5%[12]

## Si torna a casa
- Titolo originale: Going Home
- Diretto da: Ralph Hemecker
- Scritto da: Edward Kitsis e Adam Horowitz
- Dedica per: Emma Swan/la Salvatrice, Mary Margaret Blanchard/Biancaneve, David Nolan/il Principe Azzurro, Regina Mills/la Regina Cattiva, Henry Mills, il signor Gold/Tremotino, Belle, Capitan Uncino, Neal Cassidy/Baelfire e Trilli

### Trama
Passato. Nella Foresta Incantata, il Sortilegio Oscuro sta per colpire il reame, e la Fata Turchina dice ad una preoccupata Biancaneve di avere speranza che un giorno sua figlia Emma li salverà. Nel suo castello, Tremotino sta celebrando in segreto il compleanno di Baelfire, e Belle gli sta vicino, intanto sull’Isola che non c’è, Uncino e Spugna incrociano Trilli, che li aiuta a trovare una via d’uscita dall’isola. Sulla Terra, invece, Emma dà via Henry, il quale, 11 anni dopo, a Storybrooke, nota di qualcosa di insolito in città, dato che sembra essere l’unico ad invecchiare e ad accorgersi di vivere ripetutamente la stessa giornata. Così Mary Margaret, per tirarlo su, gli regala un libro di favole trovato per caso nel suo armadio, dal titolo “C'era una volta”, che dà al bambino ciò di cui ha bisogno: la speranza.
Storybrooke, presente. Peter Pan, ancora nel corpo di Henry, sta preparando la pozione per il nuovo Sortilegio Oscuro, e deve sacrificare il cuore della persona più amata, che nel suo caso è il leale servitore Felix. Dal pozzo di Storybrooke dilaga quindi una grossa nube verde che, pian piano, si espande nella cittadina. Intanto, gli eroi prendono strade diverse per cercare di fermare Pan: David, Uncino, Neal e Trilli vanno al convento per avere la potente ma pericolosa bacchetta della Fata Nera, che Gold vuole utilizzare per restituire a Henry la sua vera anima. L’Ombra di Pan attacca il quartetto, ma Trilli, con della Polvere Magica e ritrovata fiducia in sé stessa, riesce a volare e ad incenerire l’Ombra. La sua distruzione fa resuscitare la Madre Superiora, che dopo essersi congratulata con Trilli e averle ridato le ali, consegna a David, Uncino e Neal la bacchetta della Fata Nera. Nel frattempo, Gold munisce Pan/Henry del bracciale di Cora che toglie i poteri magici, cosicché, a scambio di anime avvenuto, Pan sia sfornito della sua magia. Con la bacchetta della Fata Nera, Gold effettua l’incantesimo, ed Emma, i suoi genitori, Regina, Belle, Uncino e Neal possono riabbracciare Henry nel suo corpo. Il ragazzino consegna a Regina la pergamena del Sortilegio Oscuro, che indica alla donna il modo di salvarsi dalla maledizione di Pan, ma in quel momento, Peter, avendolo creato lui, si libera dal bracciale e lo infila sul polso di Gold, per poi prepararsi ad uccidere gli eroi. Gold allora capisce che c'è solo una cosa da fare, si fa consegnare dalla sua ombra il Pugnale dell’Oscuro, che aveva precedentemente fatto nascondere, e pugnala se stesso e suo padre per annientarlo definitivamente, adempiendo in tal modo alla profezia della Veggente. Belle e Neal piangono per la morte di Gold, ma non c’è più tempo perché nonostante la morte di Peter Pan, il Sortilegio sta arrivando. Disperata Regina spiega agli altri che il solo modo per scampare ad esso è annullare il Sortilegio Oscuro originale che ha fondato Storybrooke, cancellando la città e riportando tutti gli abitanti nella Foresta Incantata, tranne Emma, la Salvatrice, ed Henry perché nato nel mondo reale. Quindi i due devono separarsi per sempre dal resto della famiglia e dagli amici. Con un dolorosissimo saluto Emma e Henry dicono addio alla loro famiglia e agli amici, Uncino saluta Emma promettendole che non la dimenticherà mai e lei sembra felice della cosa. Prima che madre e figlio partano Regina fa loro un ultimo regalo, dei falsi ricordi di una vita passata insieme, in cui Emma non ha mai abbandonato Henry. Così, mentre Emma e Henry si allontanano sull’iconico maggiolino giallo, Regina in lacrima esegue l'incantesimo e Storybrooke svanisce nel nulla.
New York, un anno dopo. Emma e Henry vivono felici in un appartamento in centro, quando una mattina alla porta si presenta Uncino, mandato per riportare Emma a Storybrooke e debellare un nuovo pericolo, ma Emma ovviamente non può riconoscerlo e lo caccia via di casa stranita.
- Guest star: Robbie Kay (Peter Pan), Parker Croft (Felix), Rose McIver (Trilli), Beverley Elliott (vedova "Granny" Lucas/Nonna), Lee Arenberg (Leroy/Brontolo), Keegan Connor Tracy (Madre Superiora/Fata Turchina), Raphael Sbarge (Dr. Archie Hopper/Grillo parlante), Stephen Lord (Malcolm).
- Ascolti USA: telespettatori 6 440 000 – share 18-49 anni 5%[13]

## Segui il tuo istinto
- Titolo originale: New York City Serenade
- Diretto da: Billy Gierhart
- Scritto da: Edward Kitsis e Adam Horowitz
- Antefatti riguardanti: Biancaneve, il Principe Azzurro, la Regina Cattiva, Belle, Capitan Uncino, Baelfire e Robin Hood

### Trama
Foresta Incantata, un anno prima. Dopo l’inversione del maleficio di Peter Pan, i personaggi del Mondo delle Favole presenti a Storybrooke, inclusi Biancaneve, James, Regina, Belle, Uncino e Baelfire, si ritrovano nella Foresta Incantata e incontrano il Principe Filippo e la Principessa Aurora. I nuovi arrivati spiegano a Filippo e Aurora cosa è successo, ma i due amati sembrano preoccupati dalla loro comparsa, e sono d’accordo sul dover avvisare una certa “Lei”, altrimenti ci andrà di mezzo il bimbo che Aurora porta in grembo. Il gruppo decide di dirigersi verso il castello della Regina Cattiva per stabilirsi e ricominciare una nuova vita, ad eccezione di Uncino, che, persa Emma, lascia gli altri per tornare alla sua vecchia vita da pirata. Lungo il tragitto Belle rivela a Baelfire di credere che Tremotino non sia del tutto morto, giacché il Pugnale dell’Oscuro non è stato ritrovato dopo la sua sparizione. Regina intanto si toglie il cuore e si accinge a seppellirlo nel bosco per non risentire della mancanza di Henry, ma Biancaneve la dissuade, dicendole che prima o poi anche lei troverà il suo lieto fine. Mentre parlano Biancaneve e Regina vengono aggredite da una Scimmia Alata, e provvidenzialmente salvate dal ladro Robin Hood. Arrivati ai margini del castello della Regina Cattiva, il gruppo scopre che il palazzo è delimitato da un Incantesimo di Protezione verde, così Robin offre loro asilo nella Foresta di Sherwood, finché non capiranno cosa sia successo e chi ha occupato il castello. Intanto, nella fortezza, la Scimmia Volante deposita una goccia del sangue di Regina, strappato nell’attacco, in una boccetta di vetro per colei che ha occupato il castello e posto l’incantesimo: la Perfida Strega dell’Ovest, ansiosa di vendicarsi, per motivi sconosciuti, della Regina Cattiva. 
New York, presente. Emma è a cena con il suo fidanzato, Walsh, ma Uncino continua a presentarsi per convincerla ad ascoltarlo e le lascia l’indirizzo di casa di Neal in cui potrà trovare le prove che lui le sta dicendo la verità: lei è la salvatrice, frutto del vero amore in quanto figlia di Biancaneve e del Principe Azzurro e deve tornare a Storybrooke, ricreata da un altro Sortilegio Oscuro, per salvare la sua famiglia. Emma, titubante, va nella vecchia casa di Neal e trova la fotocamera che Henry aveva lasciato nel loro precedente viaggio a Manhattan con Gold, ma la donna fraintende e ha paura che Neal abbia saputo di Henry e voglia portaglielo via, per cui denuncia Uncino e lo fa arrestare. Tuttavia le parole di Killian le restano in mente, inoltre guardando le foto Emma nota delle immagini scattate nella città di Storybrooke che lei non ricorda, e capisce che qualcosa non quadra. Decisa a scoprire la verità ritira le accuse contro Uncino, lo fa uscire e accetta di bere la pozione della memoria che lui le offre e che le fa ricordare chi è davvero. Ripresasi, Emma fa le valigie per partire la mattina successiva per Storybrooke, poi incontra Walsh e respinge la sua proposta di matrimonio e l'uomo, arrabbiato perché Emma ha bevuto la pozione di memoria, si trasforma in una Scimmia Alata e la attacca, ma viene messo KO dalla donna. La mattina dopo Emma, con la scusa di un nuovo caso che deve seguire per lavoro, comunica ad Henry, ancora senza ricordi, che stanno per partire per Storybrooke. Arrivata nella cittadina la ragazza rincontra i suoi genitori, Mary Margaret e David, e scopre due cose molto importanti: il Sortilegio Oscuro ha rimosso loro i ricordi dell’ultimo anno nella Foresta Incantata, e Mary Margaret è in un evidente stato di gravidanza.
- Guest star: Beverley Elliott (vedova "Granny" Lucas/Nonna), Lee Arenberg (Leroy/Brontolo), Sean Maguire (Robin Hood), Sarah Bolger (principessa Aurora), Julian Morris (principe Filippo), Rebecca Mader (Perfida Strega dell'Ovest), Christopher Gorham (scimmia alata/Walsh) Meghan Ory (Ruby Lucas/Cappuccetto Rosso).
- Ascolti USA: telespettatori 7 660 000 – share 18-49 anni 7%[14]

## Caccia alla strega
- Titolo originale: Witch Hunt
- Diretto da: Guy Ferland
- Scritto da: Jane Espenson
- Antefatti riguardanti: la Regina Cattiva, Robin Hood e Zelena/la Perfida Strega dell'Ovest

### Trama
Foresta Incantata, un anno prima. Il gruppo viene nuovamente attaccato da una Scimmia Volante, mutata poi in peluche da Regina per salvare il figlioletto di Robin Hood, Roland. Belle, sapendo che le Scimmie Alate sono originarie del regno di Oz, ipotizza che il castello della Regina Cattiva sia stato occupato dalla Perfida Strega dell’Ovest, l’unica che si serve di tali mostri. Furibonda, Regina decide di addentrarsi in un cunicolo segreto collegato al suo palazzo per stanare la strega e farsi valere, e Robin Hood per ringraziarla di aver protetto Roland decide di accompagnarla. Attraversando il condotto sotterraneo Regina e Robin parlano e iniziano a conoscersi, finché arrivati alla porta della cripta di Cora la donna resta sbigottita nel trovarla aperta in quanto la aveva sigillata con la Magia del Sangue. Regina e Robin giungono nelle camere private di lei, in cui Regina afferma che, dopo aver tolto lo scudo che circonda il castello per permettere il passaggio a Biancaneve, James e gli altri, ha intenzione di scagliare su sé stessa un Incantesimo del Sonno per non dover sopportare la separazione da Henry. In quel momento arriva la Perfida Strega dell’Ovest, Zelena, e le due hanno un acceso confronto. Questa mette al corrente Regina di un’incredibile verità: Zelena è figlia di Cora e quindi sorellastra di Regina, per questo ha potuto spezzare la Magia del Sangue della cripta. Zelena è stata abbandonata neonata da Cora ad Oz ed è cresciuta nella miseria più totale, ora quindi il suo obiettivo è avere la sua rivincita verso Regina per non aver avuto tutto ciò che lei ha sempre posseduto. Regina abbandona così il suo piano di addormentarsi per l’eternità perché adesso ha un motivo per continuare a vivere: distruggere la Perfida Strega dell’Ovest.
Storybrooke, presente. Uncino è il solo ad aver conservato i ricordi dell’anno nella Foresta Incantata perché non è stato raggiunto dal Sortilegio e spiega ad Emma, Mary Margaret e David che mentre era sulla sua nave un uccellino, prevedibilmente spedito da Biancaneve, gli ha consegnato la pozione della memoria ed un biglietto con la richiesta di cercare Emma e riportarla a Storybrooke. Nel frattempo, l’intera città si domanda chi sia l’autore del nuovo Sortilegio Oscuro, e tutte le colpe ricadono inevitabilmente su Regina, la quale però si professa innocente. Emma le crede e le due decidono di collaborare per produrre una replica del filtro di memoria bevuto dalla Salvatrice per poter ristabilire i ricordi agli abitanti e ad Henry, la cui amnesia intristisce profondamente Regina. Nonostante le due non riescano nell’intento, Emma suggerisce di spargere la voce dell’effetto positivo dell'elisir in modo che il colpevole possa uscire allo scoperto. Intanto si scopre che le persone che raggiungono il confine cittadino scompaiono misteriosamente, come alcuni dei 7 Nani e un membro dell’Allegra Brigata di Robin Hood, Little John. Trovato successivamente incosciente e ferito nel bosco da David, Uncino e Robin, Little John si tramuta sotto gli occhi increduli di tutti in una Scimmia Alata. Mary Margaret, stressata dalla gestazione, assume una levatrice per farsi aiutare, ma nessuno sa che si tratta proprio di Zelena. Alla sera, Emma e Regina stanno per smascherare un individuo sospetto nell’ufficio del sindaco, sigillato dalla Magia del Sangue, ma il soggetto si dilegua in una nuvola di fumo verde. Collegando l’episodio alle Scimmie Volanti, Emma, Mary Margaret, David, Regina e Uncino deducono che il responsabile della maledizione sia la Perfida Strega dell’Ovest. Alla fine si vede Zelena portare cibo ad un prigioniero rinchiuso nella cantina della sua fattoria: Gold, miracolosamente vivo ma delirante.
- Guest star: Beverley Elliott (vedova "Granny" Lucas/Nonna), Lee Arenberg (Leroy/Brontolo), Sean Maguire (Robin Hood), Rebecca Mader (Zelena/Perfida Strega dell'Ovest), David Anders (Dr. Whale/Victor Frankenstein), Raphael Sbarge (Dr. Archie Hopper/Grillo parlante), Meghan Ory (Ruby Lucas/Cappuccetto Rosso)
- Ascolti USA: telespettatori 7 750 000 – share 18-49 anni 7%[15]

## La torre
- Titolo originale: The Tower
- Diretto da: Ralph Hemecker
- Scritto da: Robert Hull
- Antefatti riguardanti: il Principe Azzurro e Rapunzel

### Trama
Foresta Incantata, un anno prima. Il Principe Azzurro è tormentato da incubi in cui perde Emma, e la sua angoscia peggiora quando Biancaneve scopre di essere incinta. Timoroso di non poter essere un buon padre per il futuro figlio, James, su consiglio di Robin Hood, va in cerca di una pianta magica, la Radice della Notte, che cresce nella Foresta di Sherwood e che gli farà superare ogni sua paura. Nella foresta, James si trova davanti ad un'alta torre in cui è imprigionata una principessa dai lunghissimi capelli, Rapunzel, che gli dice di essere stata rinchiusa lì da una strega dopo aver ingerito la Radice della Notte per superare la paura di non essere all’altezza di governare il suo reame dopo la morte del fratello. James le promette di aiutarla a scappare ma appare la strega, che altri non è che la paura di Rapunzel personificata in carne ed ossa; la Radice della Notte, per l’appunto, non elimina la paura, ma ne crea una versione da poter affrontare. Incoraggiata da James, Rapunzel taglia la sua chioma sulla quale si stava arrampicando la sua controparte, sfida e vince la sua paura. Finalmente libera, Rapunzel ritorna dai suoi genitori, che l’accolgono a braccia aperte, e Biancaneve promette a James di stare al suo fianco per la nascita del loro bambino.
Storybrooke, presente. Emma, David e Uncino trovano nell’ufficio di Regina dopo l'intrusione dello sconosciuto tracce di alcune bacche che crescono nel bosco, e si mettono alla ricerca della sconosciuta Perfida Strega dell’Ovest, mentre Regina si ofrre di far conoscere la città ad Henry. Intanto, Zelena tiene sotto controllo l’instabile Gold con il Pugnale dell’Oscuro, e con un po' del suo sangue, riesce a procurarsi dal negozio di antiquariato la Radice della Notte, che somministra in una tazza di tè a un ignaro David durante un colloquio con lui e Mary Margaret. Più tardi, David è nella foresta per incontrare Emma e Uncino e andare alla ricerca della Strega, ma l’effetto della pianta produce un suo doppio malvagio che rappresenta la sua paura di essere padre. Anche se in netto svantaggio, David sconfigge il doppio ammettendo di avere paura e trafiggendolo con l’elsa della sua spada, che stranamente si dissolve assieme al suo alter-ego. Nel frattempo, Emma e Uncino arrivano alla fattoria della strega, e avvisano David e Regina. David racconta agli altri cosa gli è successo e Regina capisce che l’evento è stato opera della Perfida Strega dell’Ovest, poiché, nel combattere le proprie paure, il coraggio fluisce nell’arma che si usa per sconfiggerle: Zelena si è quindi accaparrata il coraggio di David, simboleggiato dall’elsa che ha ucciso la sua paura. Emma, David, Regina e Uncino, poi, entrano nel rifugio anti tornado della fattoria, dove trovano una gabbia vuota e della paglia trasformata in oro, che fa intendere loro che Gold sia ancora vivo.
- Guest star: Rebecca Mader (Zelena/Perfida Strega dell'Ovest), Sean Maguire (Robin Hood), Alexandra Metz (Rapunzel)
- Ascolti USA: telespettatori 6 910 000 – share 18-49 anni 6%[16]

## Menti silenziose
- Titolo originale: Quiet Minds
- Diretto da: Eagle Egilsson
- Scritto da: Kalinda Vazquez
- Antefatti riguardanti: Belle e Baelfire

### Trama
Foresta Incantata, un anno prima. Arrivati al castello del Signore Oscuro, Belle e Baelfire iniziano a cercare un modo per riportare in vita Tremotino, infatti Baelfire spera che il padre gli dia poi un modo per tornare da Henry ed Emma. Nella biblioteca del castello trovano un candelabro parlante, in realtà un uomo punito da Tremotino, Lumière, che indica loro un libro che contiene il talismano che apre la cripta del Signore Oscuro, e che potrà far rivivere Tremotino. In realtà Lumière è in combutta con Zelena per ingannare i due. In viaggio verso la cripta, poco prima di arrivare, Belle riflette sulle parole del candelabro e capisce l'inganno di Lumière: egli ha detto di aver trascorso 2 secoli nella libreria del palazzo, mentre la stanza era stata costruita da Tremotino appositamente per Belle solo 30 anni prima. Le bugie di Lumière sono state scoperte e Belle vorrebbe fermarsi per studiare meglio la situazione ma Baelfire, ignorando che il candelabro sia al servizio della Perfida Strega dell’Ovest, è determinato a far ritornare suo padre, pertanto inserisce la chiave nella serratura della cripta e questa gli imprime sulla mano un marchio a forma di triangolo, l’oggetto magico può si riportare in vita il Signore Oscuro, ma a costo di un'altra vita: Tremotino resuscita ma Baelfire cade a terra morente. Tremotino in un disperato tentativo di salvare il figlio, assorbe Baelfire dentro di sé, ma ciò gli fa perdere il senno e Zelena ne approfitta per prendere il controllo del pugnale. Come primo ordine Zelena impone al Signore Oscuro di uccidere Belle, ma l'intervento di Lumière, pentitosi di aver aiutato la Perfida Strega, permette alla ragazza di scappare via in lacrime.
Storybrooke, presente. Gold è scappato e sembra introvabile sia per gli eroi che per Zelena che non riesce ad invocarlo nemmeno con il Pugnale dell’Oscuro. Neal, che risultava essere disperso dal lancio del Sortilegio Oscuro, arriva alla bottega di Gold, dove Belle e Uncino stanno cercando informazioni per la ricerca della Perfida Strega. Henry, ancora senza ricordi, nota gli strani comportamenti dei cittadini e di sua madre che gli fanno venire dubbi sul reale motivo del loro soggiorno a Storybrooke. Emma intanto è sempre più convinta di tornare a New York dopo aver sconfitto la Perfida Strega dell’Ovest per continuare a vivere una vita normale. Robin Hood si unisce a Regina per esplorare la fattoria della strega e tra i due nasce una forte complicità, ma la donna, alla vista del tatuaggio del leone sul braccio dell’uomo, capisce che lui è il suo Vero Amore indicatogli dalla magia di Trilli anni prima e si allontana per paura di soffrire ancora. Neal ha uno strano simbolo sulla mano e sembra debole e confuso così viene portato in ospedale con Uncino che rimane di guardia. Neal si riprende, i due si confrontano e si riappacificano, poi Uncino permette a Neal di fuggire dall’ospedale per aiutare Emma. Emma e David nel bosco sentono le grida di Gold, ma una Scimmia Volante lo mette in fuga e seguendola Emma incontra Neal. Poco dopo la Salvatrice riceve la chiamata di Belle che le spiega il significato del simbolo sulla mano di Neal, il ragazzo si accascia improvvisamente e prega Emma di dividerlo da Gold, anche a costo di ucciderlo. Padre e figlio vengono separati e Neal, nei momenti che gli rimangono, restituisce ad Emma il ciondolo col cigno pregandola di rivelare a Henry la verità su suo padre, poi saluta Tremotino e muore tra le braccia di Emma. Gold è di nuovo lucido e sotto il controllo del pugnale è costretto da Zelena a tornare nella sua cella ma prima riesce a svelare ad Emma l’identità della Perfida Strega dell’Ovest e a giurarle vendetta. A fine giornata Emma racconta ad Henry la verità sul padre che non ha mai conosciuto e della sua morte da grande eroe.
- Guest star: Rebecca Mader (Zelena/Perfida Strega dell'Ovest), Sean Maguire (Robin Hood), Henri Lubatti (Lumière)
- Ascolti USA: telespettatori 6 640 000 – share 18-49 anni 6%[17]

## Essere verdi non è facile
- Titolo originale: It's Not Easy Being Green
- Diretto da: Mario Van Peebles
- Scritto da: Andrew Chambliss
- Antefatti riguardanti: Zelena e Tremotino

### Trama
Oz, passato. Un tornado trasporta dalla Foresta Incantata ad Oz una neonata abbondonata in una cesta. La bambina viene trovata da una coppia di umili contadini che decidono di tenerla con loro e la chiamano Zelena. Fin da neonata Zelena manifesta i primi poteri magici, che il suo burbero padre attribuisce a segnali di perfidia. Tanti anni dopo, durante un litigio tra Zelena e il padre, l’uomo le svela di non essere il suo genitore naturale e di aver deciso di continuare a badare a lei solo per accontentare le volontà della sua defunta moglie. Rammaricata e determinata a scoprire le sue vere origini, Zelena si reca al cospetto del grande e potente Mago di Oz, che le mostra la sua storia: Zelena è la primogenita di Cora, che la diede via per seguire la sua ambizione di entrare a far parte di una famiglia ricca e nobile, e che, tempo dopo, ha sposato un principe e messo al mondo un’altra figlia, Regina, la quale è stata cresciuta nella ricchezza ed è riuscita a dare a Cora le soddisfazioni che cercava, diventando inoltre un’allieva di Tremotino. Grazie a un paio di scarpette argentate donatele dal Mago di Oz, che possono far viaggiare tra i mondi chi le indossa, Zelena si reca nella Foresta Incantata e, nel castello di Regina, incontra Tremotino, che dopo aver verificato l’effettivo legame di sangue tra Zelena e Cora, resta meravigliato dalle sue abilità magiche. Il Signore Oscuro addestra Zelena ad usare i propri poteri, che si rivelano essere assai più forti di quelli di Regina, perciò la ragazza aspira ad essere lei la prescelta di Tremotino per scagliare per suo conto il Sortilegio Oscuro. Ma alla fine Tremotino ritiene più adatta Regina e questo fa aumentare a dismisura la gelosia di Zelena verso la sorellastra tanto che la sua pelle inizia a diventare verde d'invidia. Accecata dalla rabbia Zelena, dopo aver giurato al Signore Oscuro che, prima o poi, rimpiangerà di aver scelto Regina al suo posto, abbandona la Foresta Incantata e fa ritorno ad Oz più potente che mai grazie agli insegnamenti di Tremotino. Di nuovo nel castello del Mago di Oz, Zelena tira giù le tende che nascondono il vero volto del Mago e scopre che l'uomo non è che un truffatore e collezionista di trucchi magici proveniente dal Kansas di nome Walsh. Zelena trasforma Walsh nella sua primissima Scimmia Volante, e inizia a pianificare un modo per tornare indietro nel tempo e modificare il suo passato per avere la vita perfetta che lei non ha avuto ma sua sorella si e il suo corpo diventa completamente verde.
Storybrooke, presente. Subito dopo la celebrazione del funerale di Neal, Zelena fa il suo ingresso da Granny per rivelare a tutti la sua parentela con Regina e sfidare la sorellastra ad un duello fra streghe. Regina non è convinta della veridicità delle parole di Zelena e va nella sua cripta per cercare qualche prova tra gli oggetti del suo passato. Qui ritrova una lettera di Tremotino che conferma le parole della Perfida Strega, infatti nella lettera l'Oscuro Signore esprime la sua ammirazione per una ragazza promettente e potente con la magia quasi quanto Cora, riferendosi quindi a Zelena, e non a se stessa come Regina aveva sempre pensato. Intanto, Belle cerca di liberare Gold dalla sottomissione al pugnale e a Zelena, ma fallisce. Mentre Emma è impegnata a capire come sconfiggere la Strega, Uncino si offre per fare compagnia ad Henry e lo porta in gita in barca, gli racconta di Baelfire e inizia a legarsi a lui. Al tramonto, Regina e Zelena gareggiano a suon di magia davanti alla Biblioteca di Storybrooke, Zelena sta avendo la meglio, ma non riesce a strappare il cuore a Regina perché quest’ultima, prevedendo una simile mossa e ricordando gli insegnamenti di sua madre, lo ha appositamente rimosso dal proprio petto prima dello scontro e lo ha affidato a Robin Hood. Il cuore di Regina era ciò a cui Zelena mirava, così la Perfida Strega è obbligata a battere in ritirata.
- Guest star: Rebecca Mader (Zelena/Perfida Strega dell'Ovest), Sean Maguire (Robin Hood), Christopher Gorham (Walsh/Mago di Oz), Rose McIver (Trilli), Beverley Elliott (vedova "Granny" Lucas/Nonna)
- Ascolti USA: telespettatori 7 260 000 – share 18-49 anni 6%[18]

## La Jolly Roger
- Titolo originale: The Jolly Roger
- Diretto da: Ernest Dickerson
- Scritto da: David H. Goodman
- Antefatti riguardanti: Capitan Uncino e Ariel

### Trama
Foresta Incantata, un anno prima. Uncino si è dato al brigantaggio con alcuni uomini della sua ciurma, ma si sente vuoto senza la sua adorata Jolly Roger e pensa ancora ad Emma. Una sera fuori una taverna viene aggredito da Ariel, che lo incolpa di aver sequestrato il Principe Eric. La sirenetta infatti ha scoperto che l’amato è stato rapito da alcuni pirati proprio sulla Jolly Roger. Dalle iniziali di un coltellino rubato a questi da Ariel, Uncino scopre che l’attuale capitano della nave è lo spietato Barbanera, suo vecchio rivale. Uncino e Ariel si coalizzano per i rispettivi interessi: per lui il recupero della Jolly Roger e per lei del Principe Eric. Raggiunta l’imbarcazione Uncino sfida Barbanera per il possesso della Jolly Roger e vince il duello. Prima di buttarlo in mare chiede al pirata la posizione del Principe Eric ma il rivale dice che Eric è stato lasciato su un’isola deserta di cui solamente lui conosce la rotta. Barbanera prende in giro Killian perché si dice si sia ammorbidito e lo sfida dicendo che guiderà Ariel dal suo principe se Uncino lascerà la Jolly Roger a lui. Nonostante le suppliche di Ariel, Uncino, che non vuole apparire debole, getta Barbanera in pasto ai pescecani e riconquista la guida della Jolly Roger. Ariel, sconvolta, lo schiaffeggia e gli urla contro di essere uno sporco egoista, poi si tuffa in mare per salvare Barbanera e cercare Eric.
Storybrooke, presente. Non volendo starsene con le mani in mano ad aspettare la prossima mossa di Zelena, Emma decide di sviluppare i propri poteri magici sotto la guida di Regina. Spugna e Uncino stanno discutendo al porto, in quanto il primo non capisce perché il Capitano non voglia tornare alla vita da pirata, ma Uncino lo caccia via in malo modo quando vede arrivare Emma, il vero motivo per cui vuole restare a Storybrooke. Emma chiede a Killian se può stare di nuovo con Henry mentre lei è impegnata, infatti il ragazzo, con disappunto dei nonni, preferisce passare il suo tempo con Uncino piuttosto che con David e Mary Margaret, che considera un po' noiosi. Intanto a Storybrooke viene ritrovata Ariel, caduta come gli altri vittima del Sortilegio, e ancora indaffarata a ritrovare Eric. Mary Margaret e David vogliono aiutarla ma non sanno come, così si rivolgono ad Uncino. Il pirata è riluttante e dice loro che ha promesso di stare con Henry, così i due approfittano per riscattarsi agli occhi del nipote e propongono di stare loro con il ragazzo cosi Killian potrà aiutare Ariel. Intanto facendo leva sui suoi istinti Regina riesce a tirare fuori il potenziale magico di Emma. Mentre Henry passa una favolosa giornata con Mary Margaret e David, nel retro del negozio di Gold, Belle, Uncino e Ariel trovano una mantella di Eric sulla quale utilizzano un Incantesimo di Localizzazione che però li porta in fondo al mare, cenno che il ragazzo sia morto. Roso dal rimorso per ciò che ha fatto, Uncino confessa ad Ariel cos’è successo nella Foresta Incantata l'anno prima e le chiede perdono. La Sirenetta disgustata dal pirata le chiede di giurarle il suo pentimento in nome della cosa che ama di più, ma quando l’uomo rivela il suo amore per Emma in un’implorazione di espiazione, la ragazza si trasforma in Zelena: infatti Ariel non è più tornata a Storybrooke ma, salvato Barbanera, ha ritrovato Eric sull’Isola dell’Impiccato. Zelena rivela a Killian che aveva bisogno che il pirata esprimesse il suo amore per Emma per maledire le sue labbra affinché a contatto con quelle di Emma privino la Salvatrice della magia di luce. La strega minaccia Killian di non farne parola altrimenti ucciderà tutti i cari di Emma. Killian raggiunge poi gli altri che, grazie ad uno specchio incantato, hanno visto il lieto fine di Ariel ed Eric, ed Emma, sempre più colpita da Uncino, lo ringrazia per aver aiutato la Sirena e lo invita da Granny insieme a loro, ma il pirata, che a causa della maledizione di Zelena vuole starle lontano, rifiuta e se ne va triste. 
- Guest star: Rebecca Mader (Zelena/Perfida Strega dell'Ovest), Joanna García (Ariel), Gil McKinney (principe Eric), Chris Gauthier (William "Spugna"), Charles Mesure (capitano Barbanera)
- Ascolti USA: telespettatori 6 500 000 – share 18-49 anni 6%[19]

## Passato e presente
- Titolo originale: Bleeding Through
- Diretto da: Romeo Tirone
- Scritto da: Jane Espenson e Daniel T. Thomsen
- Antefatti riguardanti: Cora, Jonathan, il Principe Leopold e la Principessa Eva

### Trama
Foresta Incantata, passato. La giovane e nubile Cora conosce nell'osteria dove lavora come cameriera un avvenente giovane, Jonathan, che le confida di essere un principe. Jonathan la corteggia e le promette di sposarla tra due settimane, al suo ritorno da un lungo viaggio, e Cora, entusiasta per la possibilità di cambiare finalmente vita e avere potere e ricchezze che ha sempre sognato, passa una notte d’amore con lui. Passati due mesi, però, Jonathan non si è fatto ancora vivo, e Cora decide di presentarsi al castello per fargli sapere di essere incinta, ma apprende con sgomento che Jonathan l’ha illusa, infatti non è che un giardiniere che l'ha solo usata e non vuole farsi carico né di lei né del bambino. Disperata, Cora incontra e viene consolata dal buono ma ingenuo Principe Leopold, promesso sin dalla nascita alla mai incontrata Principessa Eva del regno del Nord. L’affinità tra Cora e Leopold spinge il Principe a rompere il fidanzamento con Eva per organizzare il matrimonio con Cora, ma Jonathan ricatta la donna di raccontare tutto sul loro incontro e la sua gravidanza se lei non gli procurerà oro e gioielli. La principessa Eva, arrivata pochi giorni prima, ascolta di nascosto la conversazione e, spinta dalla gelosia, manda a monte le nozze denunciando le menzogne di Cora a Leopold che, deluso, caccia dal palazzo Cora e inizia ad avvicinarsi a Eva. Questo evento segna l'inizio dell'odio tra Cora ed Eva. Sette mesi dopo, Cora partorisce una femminuccia, ma non avendo potere e ricchezze e volendo concedersi un'opportunità migliore, impossibile da trovare con una figlia, l’abbandona nel bosco, dove arriva un tornado che porta la neonata nel regno di Oz.
Storybrooke, presente. Zelena va a parlare con Regina per distrarla e dare il tempo a Gold, assoggettato dal pugnale, di rubare il cuore della sorella custodito da Robin Hood, e ci riesce minacciando di far del male al figlioletto Roland. Adesso a Zelena mancano solo due elementi per il suo folle incantesimo, il brillante cervello di Gold e il figlio non ancora nato di Mary Margaret e David. Regina, per capire cos’abbia causato il risentimento di Zelena, decide di eseguire un rituale spiritico con Emma, Mary Margaret, David ed Uncino per evocare Cora ed avere risposte sul passato e sull’abbandono di Zelena. Il varco ultraterreno si apre, ma lo spirito di Cora non ne esce, e gli eroi sono costretti a scartare quest’alternativa. In realtà il fantasma di Cora, percependo la sua assassina Mary Margaret, è scivolato fuori dal portale. Uncino si comporta in modo distaccato con Emma per la questione delle labbra maledette da Zelena, lasciando la salvatrice confusa e infastidita. Belle intanto, dai suoi libri, ha capito perché Zelena ha bisogno del coraggio di David e del cuore di Regina e spiega agli amici la sua deduzione sui piani della Perfida Strega: agglomerare un cervello geniale, un intrepido coraggio, un cuore resistente e l’innocenza di un neonato (i simboli dei punti cardinali di Oz) per tornare indietro nel tempo e reclamare la vita che meritava. Cora, prima di essere rispedita nel regno dei morti da Regina, si appropria della mente di Mary Margaret per farle vedere la sua storia con Jonathan, Leopold ed Eva. In questo modo Mary Margaret capisce che, se non fosse stato per la meschinità di sua madre Eva, Cora avrebbe tenuto Zelena, e quindi la strega desidera cambiare il passato uccidendo Eva, ma questo implicherebbe che Emma, Mary Margaret, Regina e Henry non esisterebbero. Mary Margaret e Regina, quindi, mettono da parte le loro divergenze per combattere Zelena insieme e Regina, capendo che tutto può finire da un momento all’altro e che anche se senza cuore può amare, bacia appassionatamente Robin.
- Guest star: Rebecca Mader (Zelena/Perfida Strega dell'Ovest), Rose McGowan (Cora da giovane), Eric Lange (principe Leopold da giovane), Eva Bourne (principessa Eva da giovane), Sean Maguire (Robin Hood).
- Ascolti USA: telespettatori 5 950 000 – share 18-49 anni 5%[20]

## Una cosa curiosa
- Titolo originale: A Curious Thing
- Diretto da: Ralph Hemecker
- Scritto da: Edward Kitsis e Adam Horowitz
- Antefatti riguardanti: Biancaneve, il Principe Azzurro e la Regina Cattiva

### Trama
Foresta Incantata, un anno prima. Nel palazzo della Regina Cattiva, Belle comunica ai compagni la morte di Baelfire e la conseguente resurrezione di Tremotino, che ora è però schiavo delle volontà di Zelena, così, Aurora e Filippo svelano di essere stati costretti dalla Perfida Strega ad allertarla se gli eroi fossero ritornati, poiché il suo scopo è arrivare al figlio di Biancaneve e James, ma non riescono a dire altro perché vengono trasformati in Scimmie Volanti da Zelena. Otto mesi dopo, Biancaneve, il Principe Azzurro, Regina, Belle e Robin si riuniscono per trovare un modo per sconfiggere Zelena, e optano per infiltrarsi nel castello del Signore Oscuro ed estorcere all’oramai impazzito Tremotino qualche informazione: Belle riesce per qualche secondo a parlare con Tremotino che le dice di rivolgersi a Glinda, la Strega Buona del Sud e conoscenza di vecchia data di Zelena, esiliata ai confini della Foresta Oscura da questa. Biancaneve, James e Regina trovano una porta magica che li porta in un luogo innevato dove è tenuta in trappola Glinda, la quale spiega loro che solo la Magia di Luce, frutto del Vero Amore, può sconfiggere Zelena, perciò il gruppo ha bisogno di Emma. Biancaneve e James decidono quindi di lanciare un nuovo Sortilegio Oscuro per ritornare a Storybrooke. Il trio prepara la pozione, ma il maleficio richiede il cuore della persona più amata, così James decide di sacrificarsi per dare la possibilità a Biancaneve di finirlo e salvare gli altri e il loro bambino. Il Sortilegio viene lanciato ma Biancaneve è distrutta per la perdita di James, così' chiede a Regina di strapparle il cuore e dividerlo a metà per poterne dare una parte a James e farlo vivere. Regina non è convinta ma l’esperimento funziona e James si riprende. Intanto però Zelena contamina la pozione del Sortilegio con una pozione d’amnesia, in modo che nessuno possa intralciarla nel nuovo mondo, poi dà un antidoto a Tremotino per dargli la possibilità di mantenere i ricordi, ma Baelfire, dentro suo padre, prevale e spedisce ad Uncino il filtro magico con il messaggio di ritrovare Emma.
Storybrooke, presente. Emma, Mary Margaret, David e Regina vogliono rompere il Sortilegio Oscuro, e arrivano alla conclusione che il modo sia far riacquisire ad Henry la sua fede di Vero Credente. Emma non è entusiasta della soluzione in quanto preferirebbe che il ragazzino non recuperi la memoria per poter tornare tranquilli a New York una volta sconfitta Zelena. Mary Margaret, seguendo gli eventi del precedente Sortilegio, spera che il libro di favole “C'era una volta” possa dare di nuovo speranza ad Henry, così lo cerca nello stesso armadio in cui era comparso la volta precedente e lo trova. Zelena intanto ha rapito Uncino e lo minaccia di baciare Emma al più presto o se la prenderà con Henry, che è sempre più sospettoso sulle scuse della mamma per la loro permanenza in città e cerca di scappare per tornare a New York. Uncino lo trova e, per proteggerlo da Zelena, finge di volerlo aiutare a scappare e cerca di farlo salire su una barca guidata da Spugna per allontanarlo da Storybrooke, ma al porto lui e Henry vengono aggrediti da un esercito di Scimmie Alate, respinte da Uncino e dagli eroi sopraggiunti. Emma chiede poi al ragazzo di fidarsi di lei e di prendere il libro delle favole, che gli farà avere tutto chiaro, così stringendo tra le mani il libro Henry recupera finalmente i suoi ricordi, ma sopraggiunge Zelena che attacca il ragazzo e dice che per colpa di Uncino dovrà ucciderlo. Emma mette in fuga Zelena salvando il figlio, che finalmente riabbraccia Regina. Il bacio di Regina ad Henry, essendo Vero Amore, spezza il Sortilegio Oscuro, e tutti gli abitanti recuperano la memoria dell'anno passato. Emma, dopo le parole di Zelena, è nutre dello scetticismo verso Uncino e nonostante lui gli spieghi del maleficio e delle minacce della Strega, continua ad essere arrabbiata con il pirata proprio perché le ha taciuto della minaccia di Zelena. Con lo spezzarsi del Sortilegio il tempo riprende a scorrere e i 9 mesi della gravidanza di Mary Margaret ne risentono, quindi la donna entra in travaglio.
- Guest star: Rebecca Mader (Zelena/Perfida Strega dell'Ovest), Sunny Mabrey (Glinda, la Strega Buona del Sud), Chris Gauthier (William "Spugna"), Sean Maguire (Robin Hood), Beverley Elliott (vedova "Granny" Lucas/Nonna), Lee Arenberg (Leroy/Brontolo), Sarah Bolger (Principessa Aurora), Julian Morris (Principe Filippo)
- Ascolti USA: telespettatori 7 340 000 – share 18-49 anni 6%[21]

## Kansas
- Titolo originale: Kansas
- Diretto da: Gwyneth Horder-Payton
- Scritto da: Andrew Chambliss e Kalinda Vazquez
- Antefatti riguardanti: Zelena/la Perfida Strega dell’Ovest, Glinda/la Strega Buona del Sud e Dorothy Gale

### Trama
Oz, passato. Glinda, la Strega Buona del Sud, va a trovare Zelena, le esprime riconoscenza per aver messo fine alle bugie di Walsh e la invita a prendere posto nella congrega delle Quattro Streghe di Oz per diventare la Strega dell’Ovest. Glinda e le sue sorelle streghe ritengono che Zelena sia la protettrice di Oz, predetta in un’antica profezia nel “Libro degli Eventi di Oz”, che salverà Oz da "un grande male". Glinda le dona un medaglione, simbolo della sorellanza, che racchiude la magia di Zelena. Sentendosi finalmente amata e accolta in una famiglia, Zelena è così felice che la sua rabbia e invidia per Regina spariscono e la sua pelle torna normale. Un giorno Zelena e Glinda tra le rovine portate da un forte tornado trovano una ragazzina, Dorothy Gale, trascinata ad Oz dal Kansas. Dorothy viene accolta dalle streghe, ma Zelena, impaurita che in realtà sia Dorothy la ragazza della profezia che è destinata a vincere un grande male e per paura che possa toglierle il suo posto tra le streghe, ritorna verde d’invidia. Per liberarsi della minaccia di Dorothy Zelena sta per ucciderla con una palla infuocata ma Dorothy le getta contro dell’acqua che scioglie Zelena. Glinda constata che Dorothy sia la persona di cui parlava il libro, ma la ragazza vuole fare ritorno nel Kansas, allora il Mago di Oz, che ha riacquisito la forma umana con la scomparsa di Zelena, le porge le scarpette d’argento, con cui Dorothy torna nel suo mondo. Appena Dorothy lascia Oz, il Mago si rivela essere in realtà la stessa Zelena, che ha simulato la sua morte per mandare via Dorothy e non poter essere sconfitta, così la Perfida Strega dell’Ovest bandisce Glinda ai margini della Foresta Incantata. 
Storybrooke, presente. Mary Margaret ha le doglie, e viene portata in ospedale per il parto, così mentre David e Regina si preparano a proteggere lei e nascituro da Zelena, Emma e Uncino passano al contrattacco. Zelena intanto ha ricavato anche un cervello dall'oro filato da Gold e quindi per il suo incantesimo le manca solo il figlio di Mary Margaret e David. Emma e Killian cercano di prendere la Strega di sorpresa ma Zelena è pronta al loro arrivo e mettendo in pericolo la vita di Uncino riesce a farlo baciare da Emma, che quindi perde la sua Magia di Luce per salvarlo. Zelena, incontrastata, sottrae il bambino appena nato e dispone tutti i suoi ingredienti per lanciare il suo incantesimo che aprirà il portale per il passato. Gli eroi non vogliono arrendersi e spronano Regina ad opporsi alla sorella, considerato che con il Bacio del Vero Amore dato a Henry anche lei possiede un briciolo di Magia di Luce. Così Emma, Uncino, David, Henry, Regina e Robin raggiungono la fattoria di Zelena e si battono con lei e Gold. La Perfida Strega sembra avere la meglio, ma poi Regina, rassicurata da Robin ed Henry, riesce sconfiggere la sorellastra con la Magia di Luce e dopo averle tolto il suo ciondolo per toglierle i poteri, decide di risparmiarla e darle una seconda occasione. L’incubo è dunque finito: Mary Margaret e David possono riabbracciare il loro figlioletto e crescerlo senza problemi, Regina e Robin sono una solida e affiatata coppia, Gold torna da Belle, le affida il Pugnale dell’Oscuro perché sa che lei non ne abuserà mai, e le chiede di sposarlo. Emma, avendo anche perduto la sua magia e nonostante i tentativi di Uncino per farla rimanere e il desiderio di Henry di restare, è sempre più convinta di voler tornare a New York. Mentre tutti sono a festeggiare da Granny, Gold si dirige alla cella in cui è rinchiusa Zelena, le confida che quello dato a Belle è solo una replica del Pugnale, e con quello vero pugnala e uccide la donna che cade polverizzata, vendicando così Baelfire. La morte di Zelena, però, sprigiona la magia dal suo medaglione, conservato nella cripta di Regina, e quel potere apre il portale per il passato.
- Guest star: Rebecca Mader (Zelena/Perfida Strega dell'Ovest), Sunny Mabrey (Glinda la Strega Buona del Sud), Matreya Scarrwener (Dorothy Gale), Sean Maguire (Robin Hood), Raphael Sbarge (Dr. Archie Hopper/Grillo parlante), David Anders (Dr. Whale/Dr. Victor Frankenstein), Sharon Taylor (Strega dell'Est), Karen Holness (Strega del Nord), Christopher Gorham (Walsh/Mago di Oz), Jason Burkart (Little John), Lee Arenberg (Leroy/Brontolo).
- Ascolti USA: telespettatori 6 860 000 – share 18-49 anni 6%[22]

## Il corso degli eventi
- Titolo originale: Snow Drifts
- Diretto da: Ron Underwood
- Scritto da: David H. Goodman e Robert Hull
- Antefatti riguardanti: Emma Swan e Capitan Uncino

### Trama
Boston, 18 anni prima. L’adolescente Emma abita in una casa famiglia, ed osserva triste la partenza di una bambina dell’istituto presa in affido da una coppia, rassegnata al fatto che non sarà mai altrettanto fortunata da trovare una famiglia che la ami.
Storybrooke, presente. La città sta festeggiando la sconfitta di Zelena da Granny, quando grazie ad una battuta di Uncino, David, Mary Margaret, Henry e Regina capiscono che Emma non ha intenzione di rimanere a Storybrooke. Per non affrontare la discussione Emma si allontana per schiarirsi le idee e viene seguita da Killian che le porta il libro delle favole per farle ricordare chi è, ma lei non si riconosce in quelle storie e non sa se Storybrooke sia davvero casa sua. Intanto da Granny gli eroi si accorgono dell'apertura del portale, corsi alla centrale scoprono la sparizione di Zelena e decidono di visualizzare i filmati per capire cosa sia successo. Gold, per non essere scoperto e nascondere a Belle lo scambio dei pugnali, distorce magicamente le riprese della stazione dello sceriffo e fa sembrare quello di Zelena un suicidio. Emma e Uncino, mentre si confrontano al parco, notano nel cielo la colonna luminosa prodotta dal varco temporale e, giunti alla fattoria per verificare la situazione, vengono risucchiati dal portale e trasportati nel passato.
Foresta Incantata, passato alternativo. Emma e Uncino si trovano nella Foresta Incantata nel giorno del primo incontro tra Biancaneve e il Principe Azzurro, rievocato durante i festeggiamenti da Granny e a cui Emma stava ripensando quando è stata risucchiata da portale che li ha quindi trasportati li in quel preciso momento. Dopo averle trovato dei vestiti adeguati al contesto, Uncino spiega ad Emma che devono essere molto attenti a non modificare in nessun modo il passato per non innescare delle pesanti ripercussioni sul futuro, ma Emma spezzando per sbaglio un rametto, distrae Biancaneve impedendo il furto dell'anello e rovinando così il primo incontro tra i suoi genitori. Per rimediare all'errore Emma e Uncino si rivolgono a Tremotino che inizialmente attacca Uncino ma poi si convince ad aiutarli quando Emma gli racconta che lei è la salvatrice e che in futuro egli riuscirà a lanciare il Sortilegio Oscuro e a ritrovare il figlio Baelfire. Il Signore Oscuro li avvisa che dovranno fare in modo che la vicenda chiave dell'innamoramento di Biancaneve e James, cioè il furto dell’anello della madre del Principe Azzurro, avvenga o il futuro si cancellerà, e infatti le pagine del libro di favole C'era una volta stanno già diventando bianche. Mentre Tremotino si dedica alla riproduzione del portale che li ha condotti lì, Emma e Uncino si danno da fare per far incontrare i genitori: vedendo che Biancaneve è in cerca di un passaggio per andar via dalla Foresta Incantata, Uncino ha un'idea per far avvenire il furto. Mentre Emma distrae l’Uncino del passato, Killian si finge se stesso del passato e assicura un passaggio sulla sua Jolly Roger a Biancaneve se lei gli porterà in cambio l'anello del principe. L'occasione perfetta per il furto è il ballo alla corte di Re Mida. Per accertarsi che tutto vada secondo i piani Tremotino procura ad Emma e Uncino due inviti al ballo e lancia su di loro un Incantesimo Mascherante per non farli riconoscere in futuro da nessuno. Così sotto i falsi nomi di “Principessa Leila” e “Principe Carlo”, i due partecipano al ballo, ed Emma finalmente capisce il fascino di quella vita raccontata dai suoi genitori. Mentre Emma e Killian ballano e si godono la festa arriva alla festa la Regina Cattiva. Intanto Biancaneve si intrufola nel castello e mentre sta rubando l’anello arriva James che tenta di fermarla. La ragazza riesce a fuggire e James le grida contro l'iconica frase "Io ti troverò sempre!". Emma e Uncino aiutano Biancaneve nella fuga, ma si accorgono che purtroppo la ragazza ha perso l'anello nella fuga, Emma lo raccoglie per portarglielo ma viene fermata e imprigionata dalle guardie della Regina Cattiva.
- Guest star: Rebecca Mader (Zelena/Perfida Strega dell'Ovest), Sean Maguire (Robin Hood), Keegan Connor Tracy (Madre Superiora/Fata Turchina), Meghan Ory (Ruby Lucas/Cappuccetto Rosso), Raphael Sbarge (Dr. Archie Hopper/Grillo parlante), Beverley Elliott (vedova "Granny" Lucas/Nonna), Anastasia Griffith (Kathryn Nolan/principessa Abigail), Tony Amendola (Marco/Geppetto), David-Paul Grove (Dotto), Gabe Khouth (Eolo), Faustino Di Bauda (Pisolo), Alex Zahara (Re Mida), Mig Macario (Mammolo), Christopher Gauthier (William "Spugna"), Charles Mesure (Barbanera).
- Ascolti USA: telespettatori 6 800 000 – share 18-49 anni 7%[23]

## Nessun posto è come casa
- Titolo originale: There's No Place Like Home
- Diretto da: Ralph Hemecker
- Scritto da: Edward Kitsis e Adam Horowitz
- Antefatti riguardanti: Emma Swan e Capitan Uncino

### Trama
Portland, 2001. Emma e Neal si sono appena conosciuti, e lui la porta in un luna park e i due si ritrovano a parlare delle loro vite: Neal, non menzionando il suo burrascoso passato nel Mondo delle Favole, racconta solo il suo turbolento rapporto col padre, ma al tempo stesso, riflette sul fatto che la famiglia è il posto migliore dove sentirsi a casa.
Foresta Incantata, passato alternativo. Emma viene imprigionata nelle segrete del castello della Regina Cattiva, e conosce una donna imprigionata per essere stata fedele a Biancaneve. Nel frattempo, il Principe Azzurro, esattamente come nella storia originale, cattura Biancaneve grazie ad una trappola, convinto che l’anello sia in mano sua, ma Uncino, sempre nei panni del “Principe Carlo”, li raggiunge e spiega loro che l'anello è stato recuperato da Emma/Leila, ma che la ragazza è stata catturata dalla Regina Cattiva, così i tre si alleano per salvare Emma. I tre vengono aiutati da Cappuccetto Rosso, che, grazie al suo lato animale, uccide gli sgherri della Regina Cattiva e permette a James e Uncino di entrare nelle prigioni, mentre Biancaneve ne approfitta per allontanarsi con l'intento di uccidere la matrigna con la Polvere della Fata Nera, ma viene sopraffatta dalla matrigna e condannata a morte. Emma, intanto, ricordando la tecnica di scassinamento di Neal, libera sé stessa e la sua compagna di cella e trovati Uncino, James e Cappuccetto Rosso, è costretta ad assistere con orrore e impotente all’esecuzione di Biancaneve. Emma è distrutta per la perdita della madre ma, parlando con Killian, capisce che Biancaneve deve essere ancora viva, dal momento che se fosse morta lei non dovrebbe più esistere, ed infatti, la donna ha usato quel poco di Polvere di Fata rimasta per trasformarsi in una coccinella. Con la Magia d’Amore, Biancaneve ritorna umana, Emma la abbraccia felice, ma si rende conto che la madre, naturalmente, non ha idea di chi lei sia e questo la fa riflettere. Il mattino seguente il Principe Azzurro scopre che la ragazza ha preso l'anello ed è scappata per rivenderlo ai Troll, così parte per ritrovarla. Nel passato originale però i due riescono a salvarsi grazie alla Polvere di Fata Nera, ma Biancaneve ha già utilizzato la sua, così Emma è preoccupata e decide di seguire i genitori. Arrivati al ponte dei Troll, Emma e Killian vedono da lontano James e Biancaneve sconfiggere i Troll grazie all'ingegnosità della ragazza che minaccia i Troll con semplice sabbia. Emma osserva commossa con Uncino i genitori che iniziano ad innamorarsi. Il Principe Azzurro e Biancaneve si salutano e prendono strade diverse ma entrambi sono consapevoli dei loro sentimenti che li porteranno a rincontrarsi. I capitoli di C'era una volta riprendono così il giusto corso, ed Emma e Uncino, con la prigioniera che Emma intende portare con loro nel futuro per salvarla, vanno da Tremotino per tornare finalmente a Storybrooke, ma il Signore Oscuro spiega loro che esclusivamente Emma, avendo controllato la destinazione del primo portale, può aprirne un altro e poi chiude i due nella sua sala degli artefatti. Uncino sprona Emma a credere in se stessa e a non avere paura di ammettere che Storybrooke è casa sua, così il forte desiderio di Emma di ritornare dalla sua famiglia, dopo aver creduto che la madre fosse morta, le ripristina la magia e le permette di riaprire il portale. Prima di attraversarlo, Emma viene fermata da Tremotino che le chiede se riuscirà nell'impresa di ritrovare Bae. Emma gli svela che riuscirà, ma che Baelfire perderà la vita da eroe, e il Signore Oscuro, esitante ma capendo che non può alterare il futuro, beve una pozione d'amnesia per dimenticare Emma e l'Uncino del futuro e ciò che gli hanno svelato.
Storybrooke, presente. Emma, Uncino e la sconosciuta tornano a Storybrooke, e la Salvatrice capisce di voler vivere per sempre con la sua famiglia in città, e finalmente, accetta i titoli di mamma e papà per Mary Margaret e David. Ora inoltre Emma compare nel libro di favole, col nome di “Principessa Leila”. Poco dopo da Granny Mary Margaret e David annunciano di aver chiamato il loro bambino Neal in onore del padre di Henry, e Gold e Belle si sposano nella foresta. Emma raggiunge Uncino, lo ringrazia per averla riportata a Storybrooke e gli chiede come abbia fatto a raggiungerla a New York, Killian le rivela di aver barattato la sua cara Jolly Roger per un fagiolo magico, con cui ha potuto arrivare New York e ritrovare Swan. Emma, colpita dal fatto che il pirata abbia rinunciato alla sua amata nave per lei, finalmente si lascia andare e bacia Uncino. Tutto sembra essere tornato a posto, finché non si scopre che la sconosciuta portata dalla Foresta Incantata è Lady Marian, la moglie di Robin; Emma, perciò, ha accidentalmente rovinato la relazione tra Regina e Robin, causando la rabbia di questa. Inoltre un altro intruso è arrivato dal passato: un’urna contenuta nella stanza di Tremotino che si apre liberando così la sua occupante: Elsa, la regina dei ghiacci di Arendelle.
- Guest star: Sean Maguire (Robin Hood), Lee Arenberg (Leroy/Brontolo), Keegan Connor Tracy (Madre Superiora/Fata Turchina), Meghan Ory (Ruby Lucas/Cappuccetto Rosso), Raphael Sbarge (Dr. Archie Hopper/Grillo parlante), Beverley Elliott (vedova "Granny" Lucas/Nonna), Sarah Bolger (Principessa Aurora), David-Paul Grove (Dotto), Gabe Khouth (Eolo), Faustino Di Bauda (Pisolo), Jeffrey Kaiser (Cucciolo), Mig Macario (Mammolo), Eric Keenleyside (Moe French/Sir Maurice), Christie Laing (Lady Marian), Raphael Alejandro (Roland).
- Ascolti USA: telespettatori 6 800 000 – share 18-49 anni 7%[23]